# 訃報 2024年1月
訃報 2024年1月（ふほう 2024ねん1がつ）では、2024年1月に物故した、又は物故が報じられた人物についてまとめる。

## 1日 - 15日

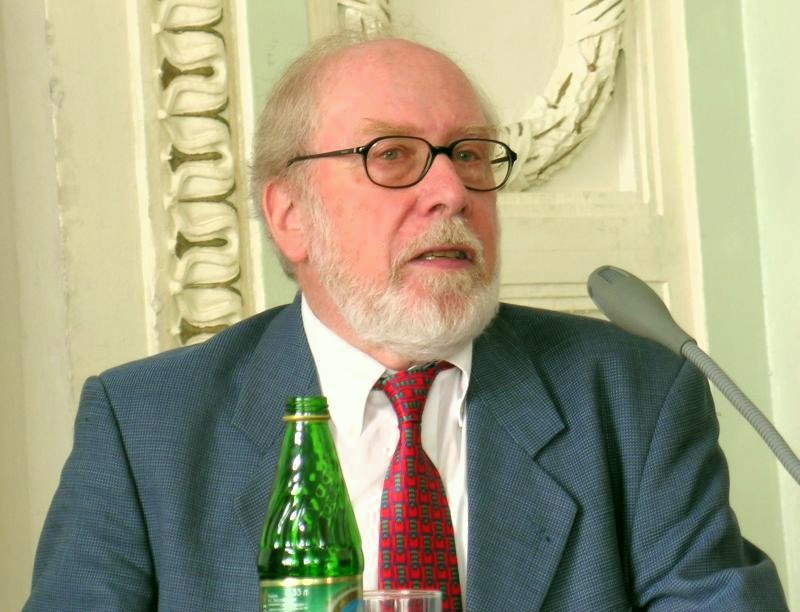
ニクラウス・ヴィルト／1月1日没

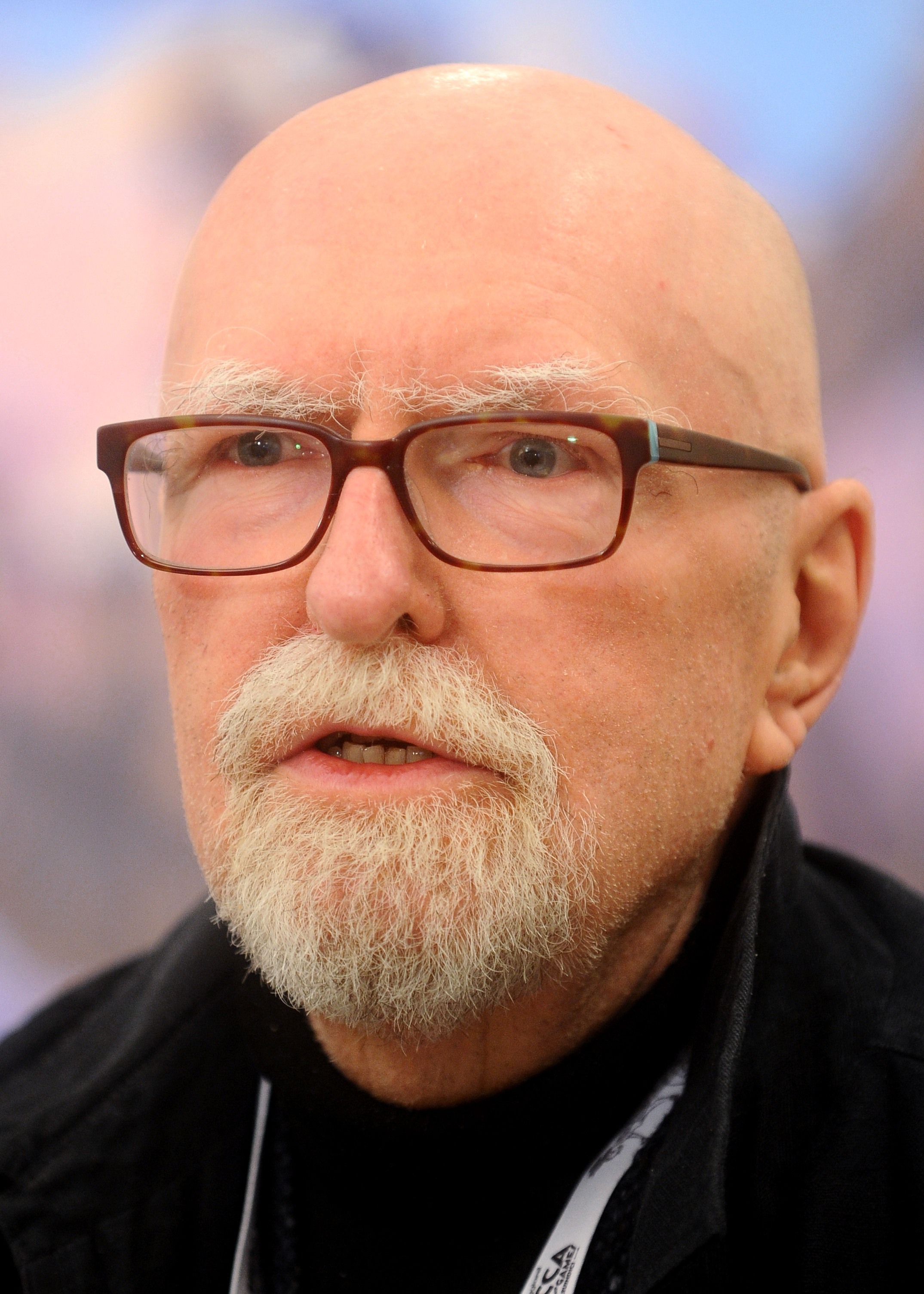
ハービー・ブレナン／1月1日没

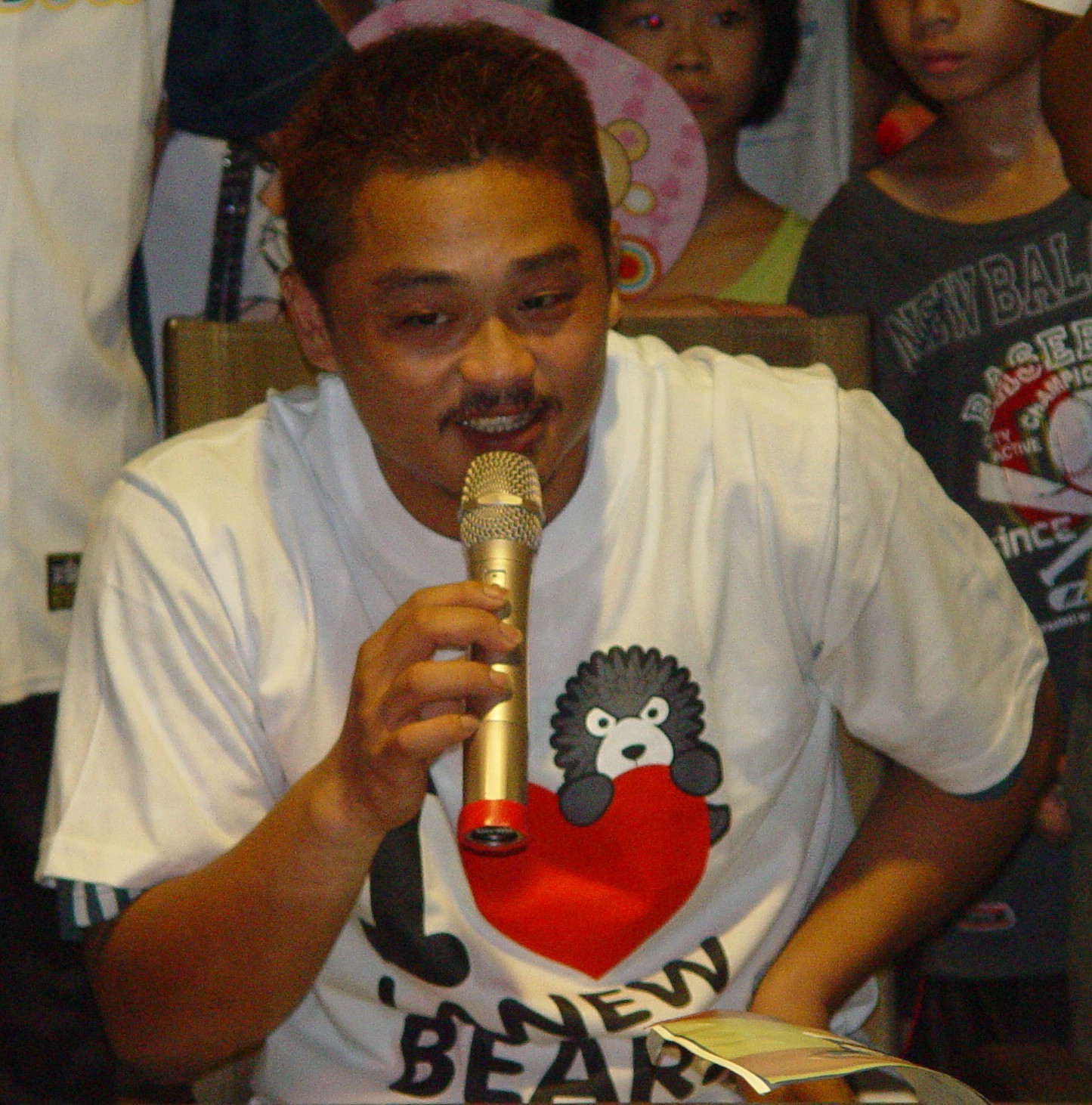
張誌家／1月1日没（遺体発見日）

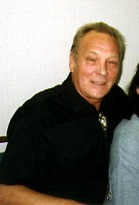
ブライアン・ラムレイ／1月2日没

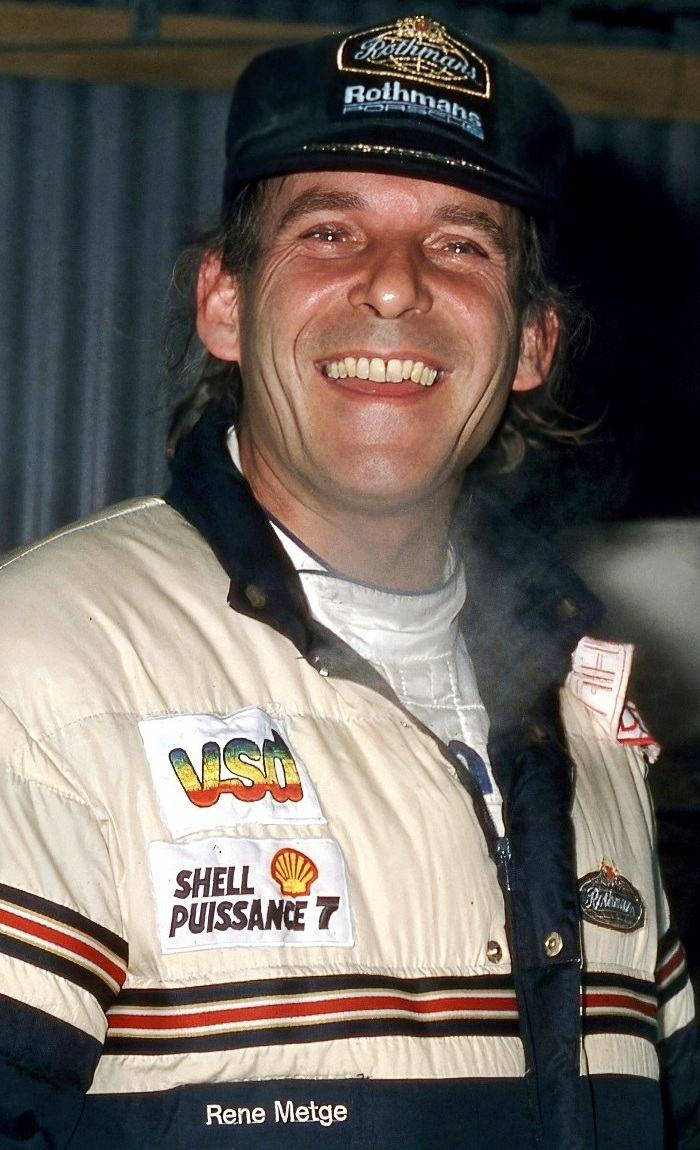
ルネ・メッジ／1月3日没

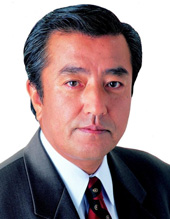
室井邦彦／1月3日没

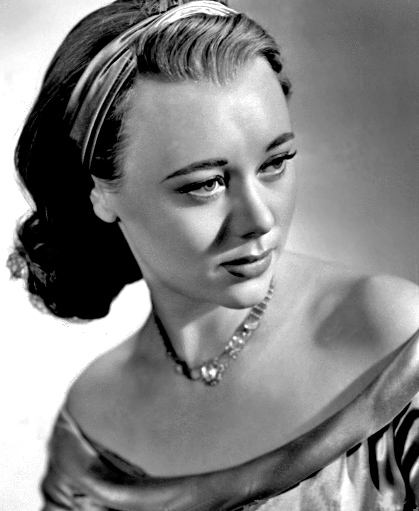
グリニス・ジョンズ／1月4日没

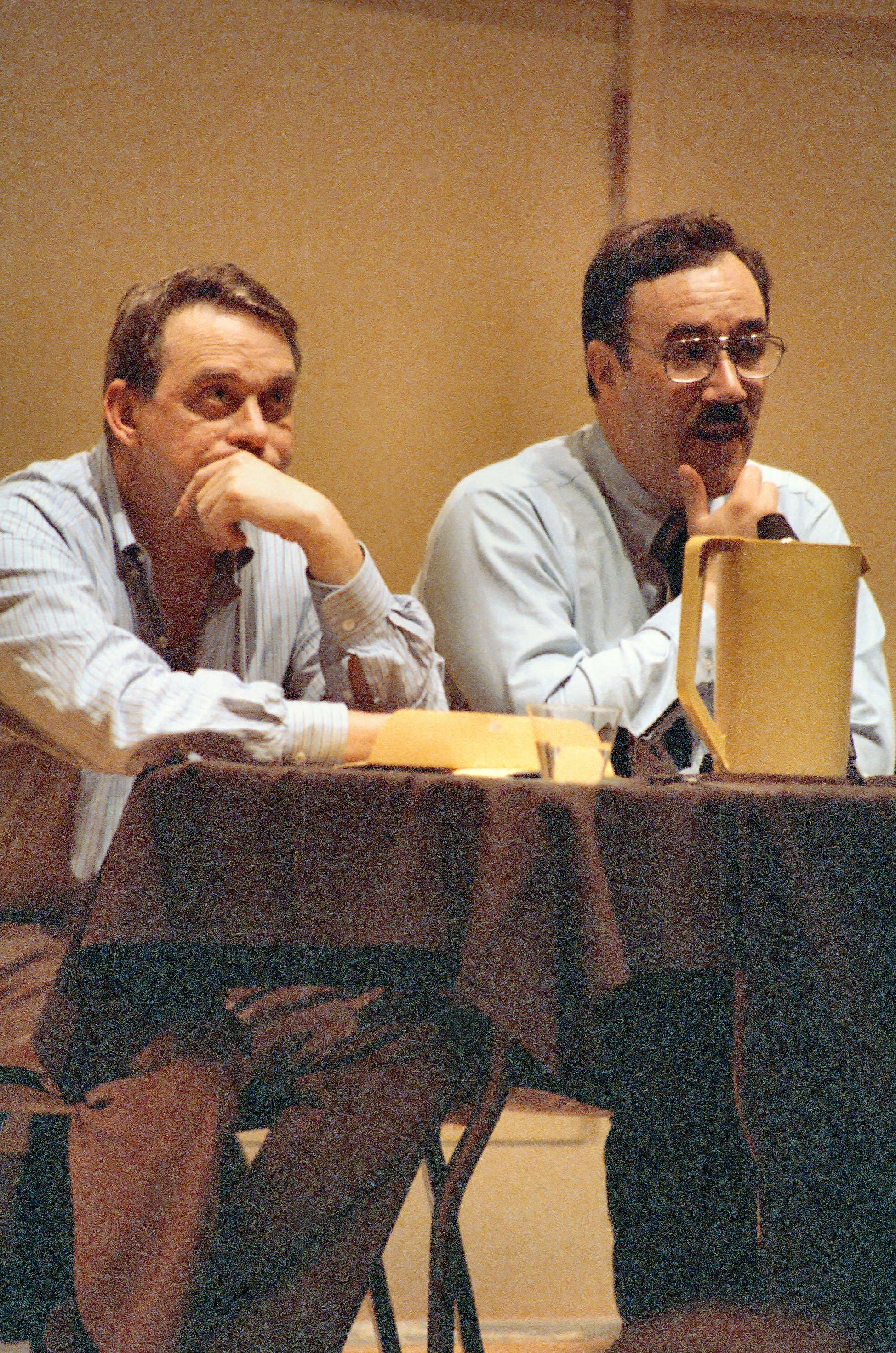
フレッド・チャペル（左）／1月4日没

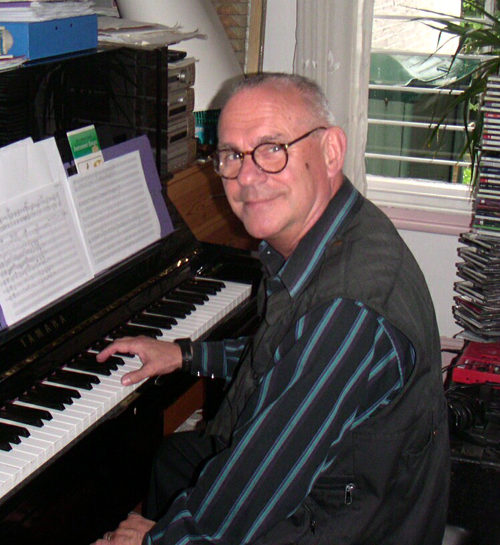
ジョン・ホワイト／1月4日没

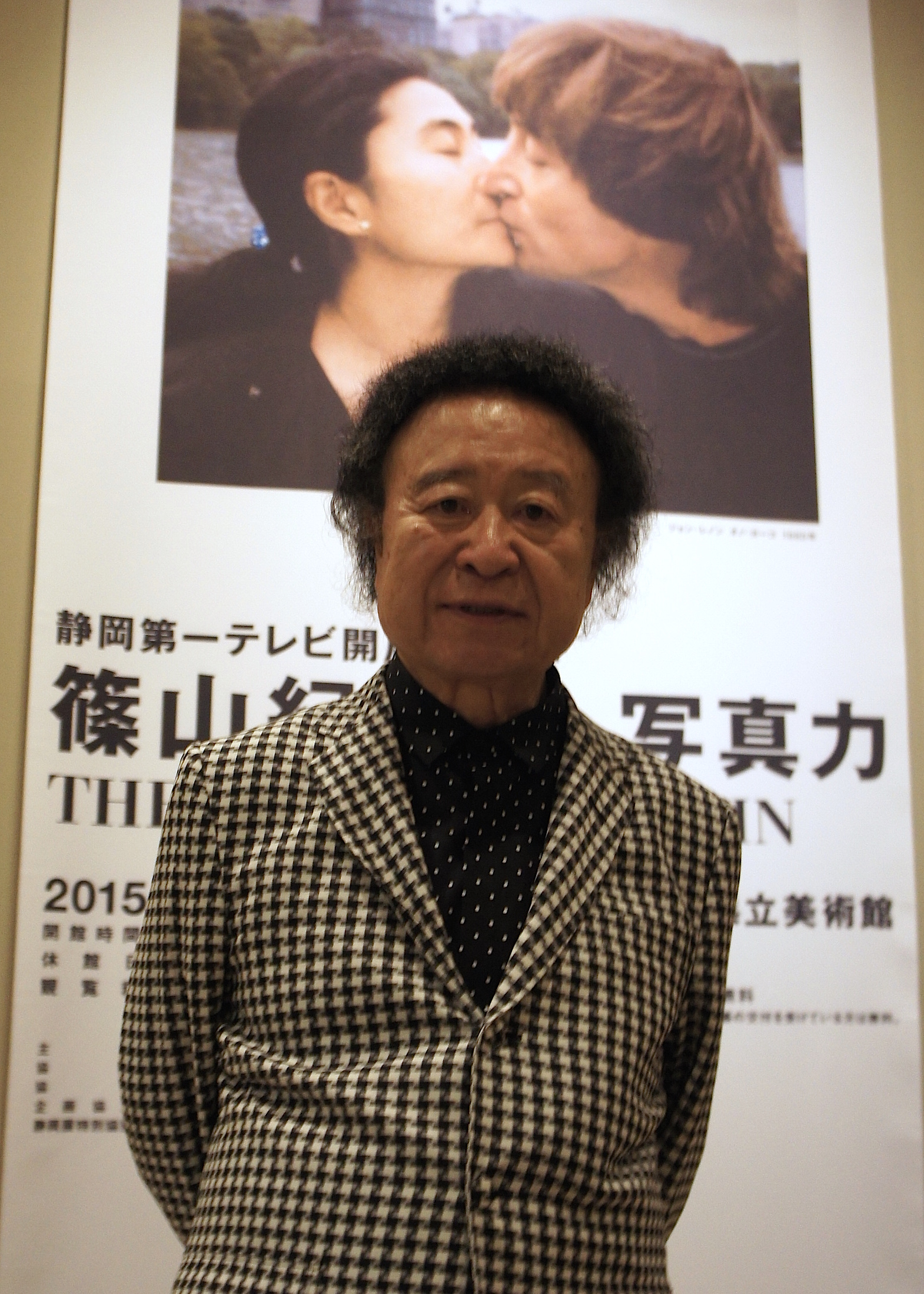
篠山紀信／1月4日没

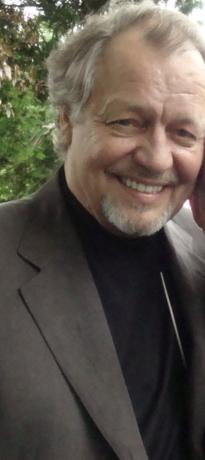
デヴィッド・ソウル／1月4日没

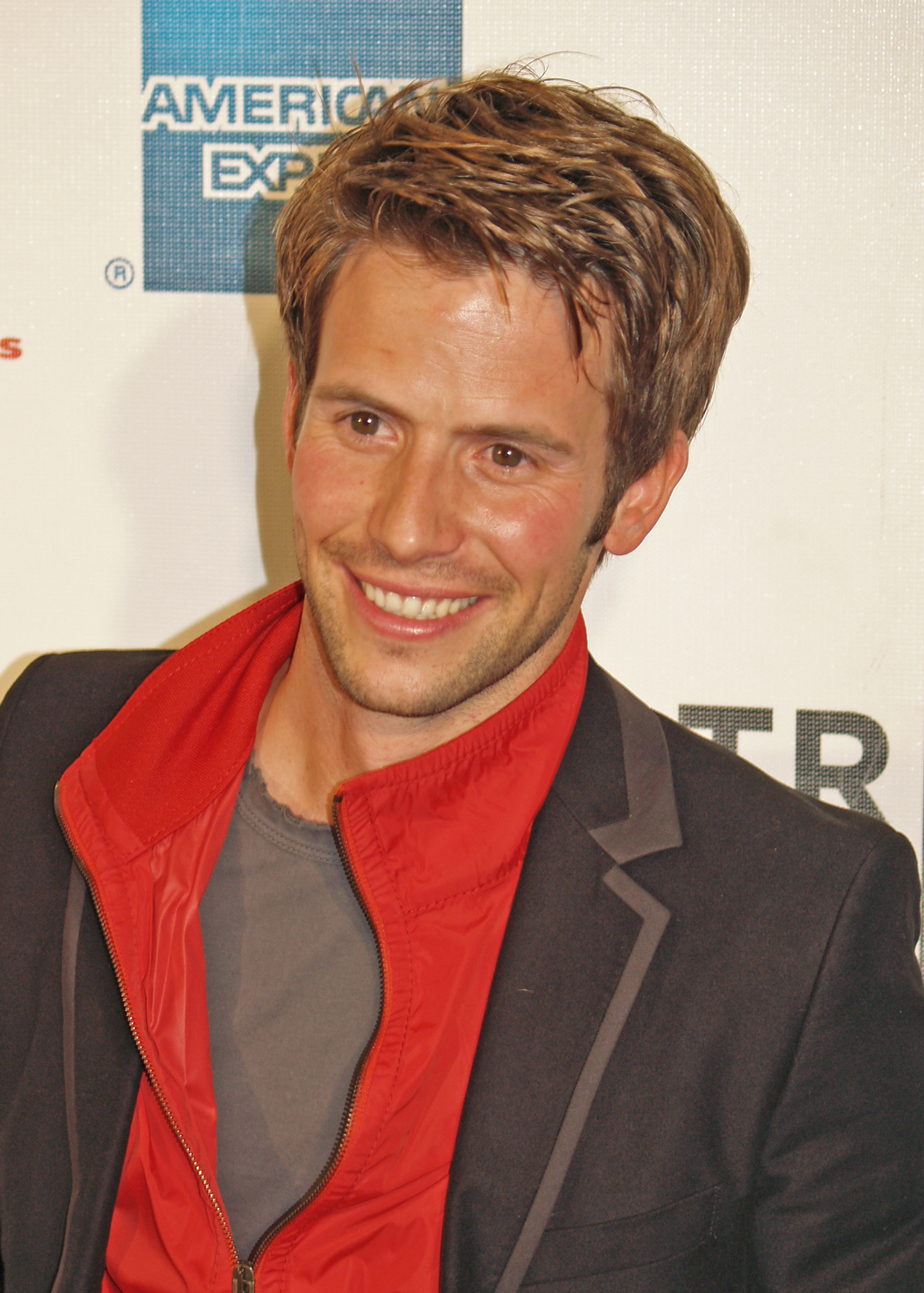
クリスチャン・オリヴァー／1月4日没

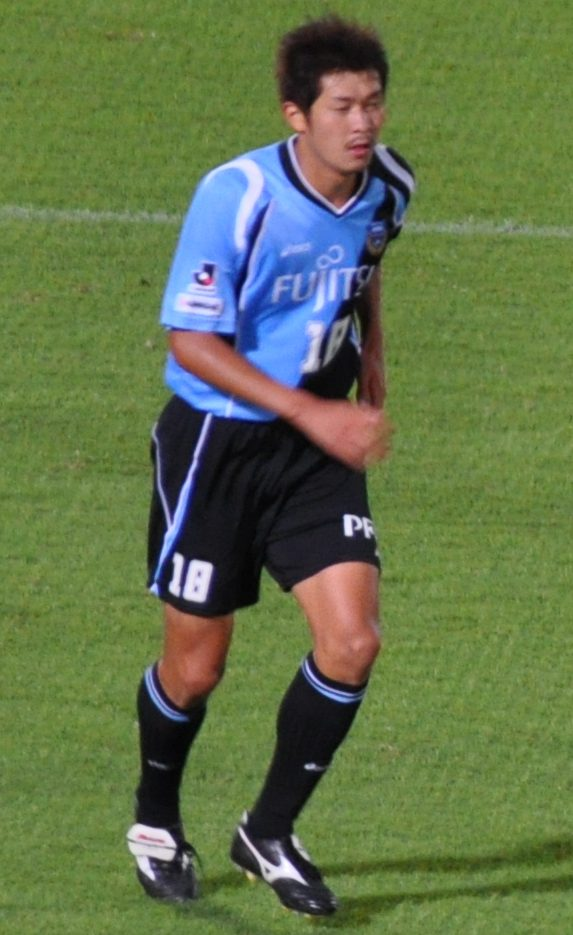
横山知伸／1月4日没

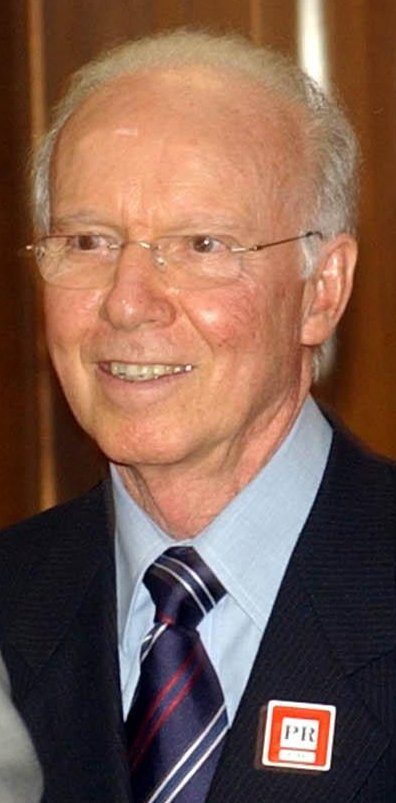
マリオ・ザガロ／1月5日没

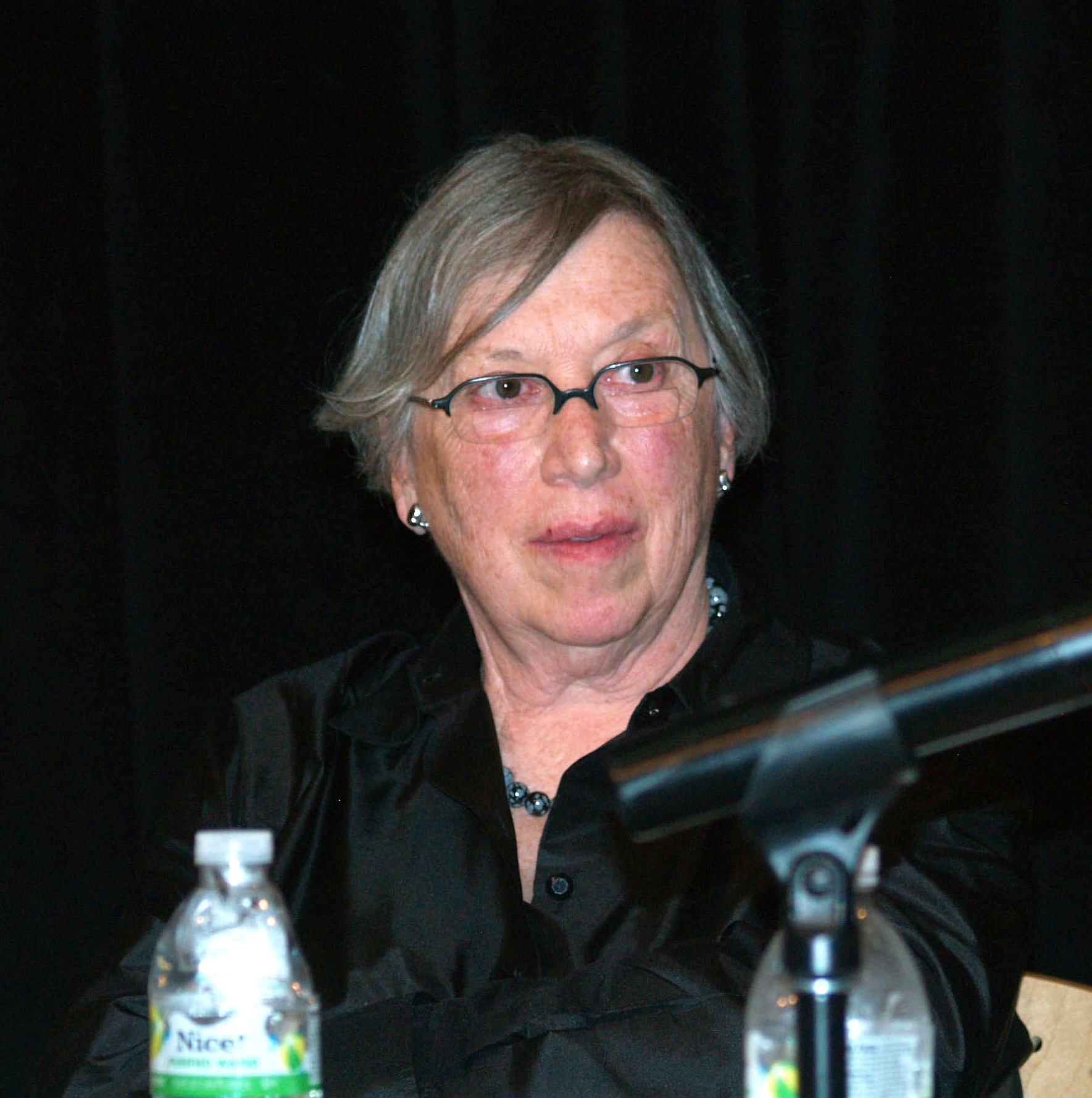
ロビー・ハリス／1月6日没

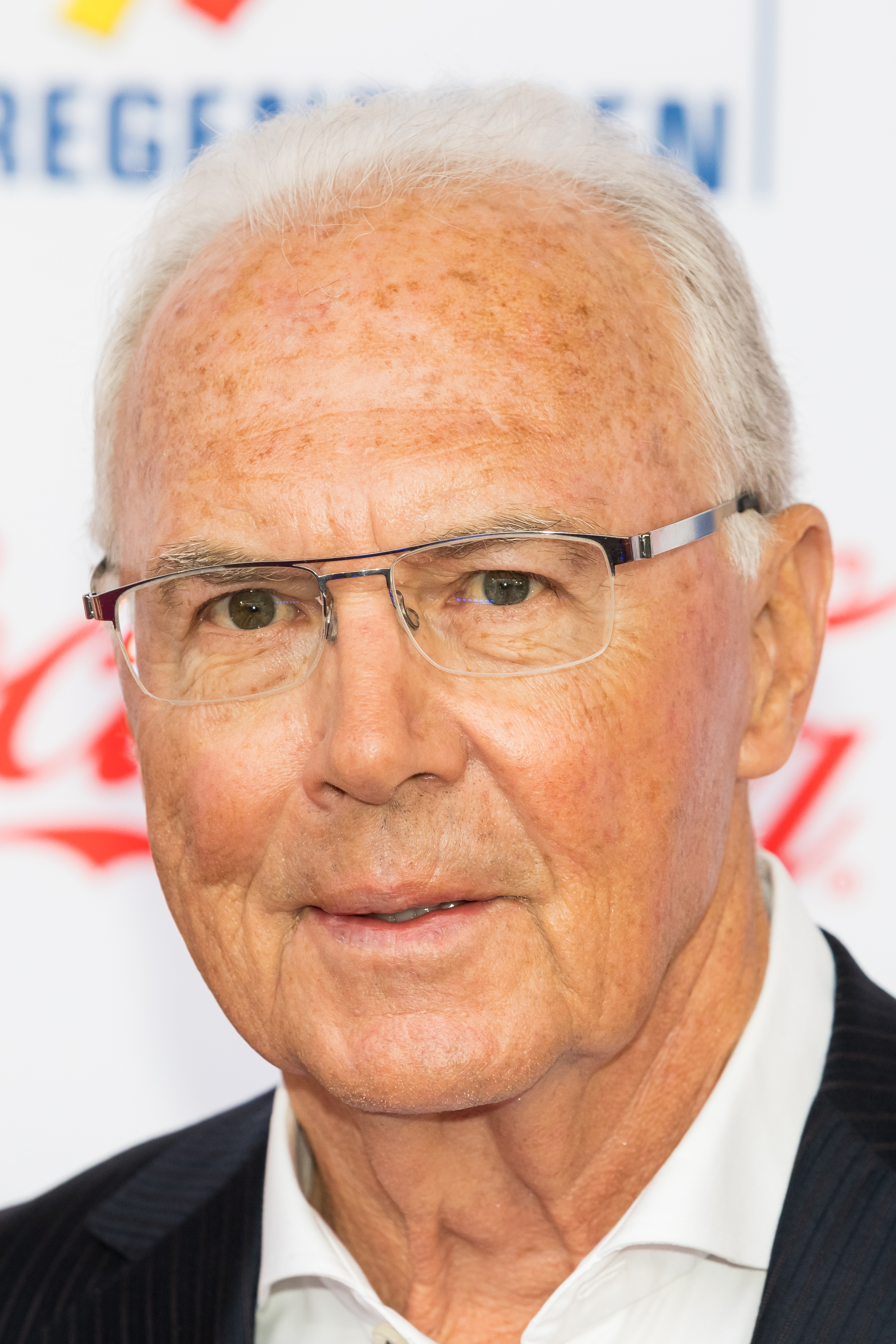
フランツ・ベッケンバウアー／1月7日没

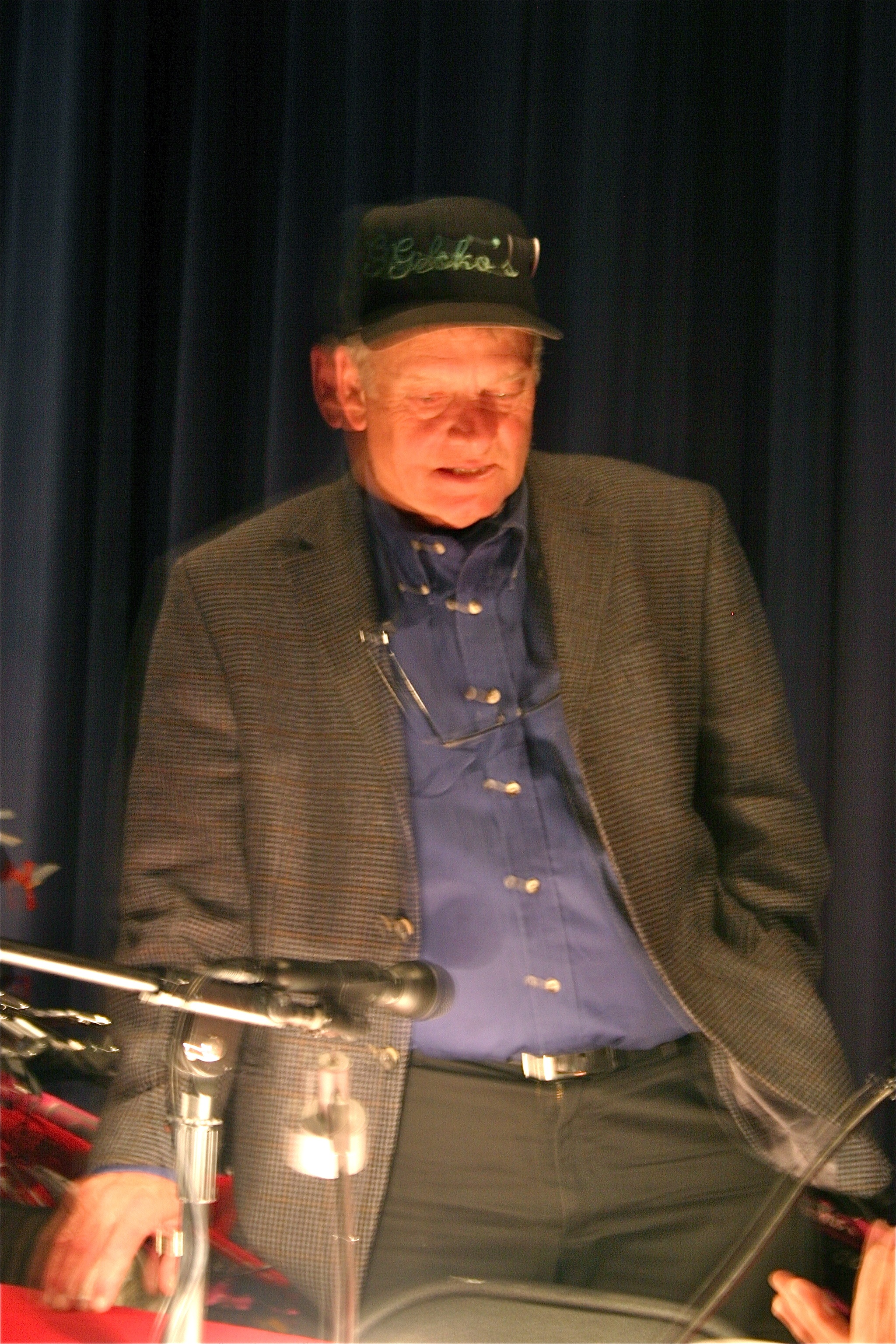
テリー・ビッスン／1月10日没

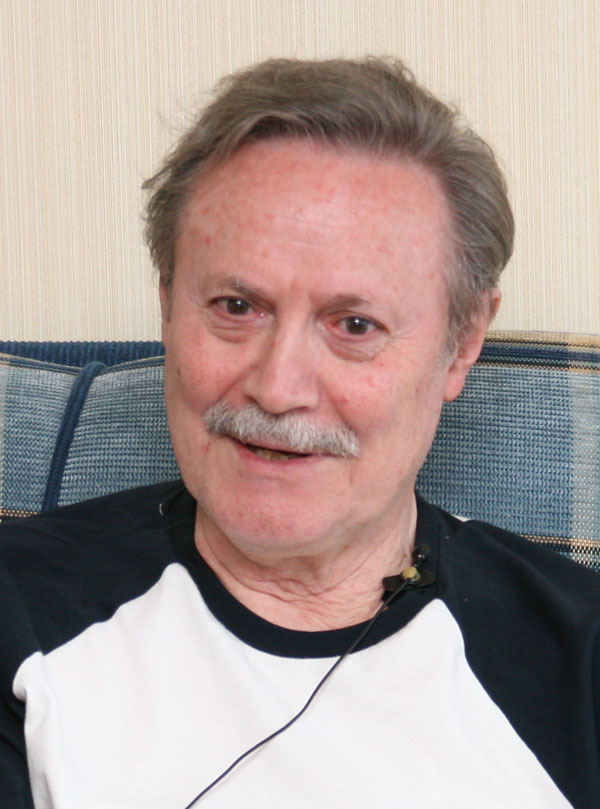
ユーリー・ソローミン／1月11日没

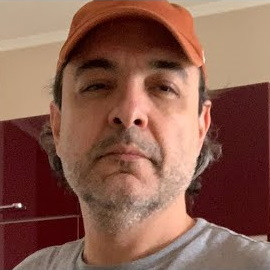
ゴンザーロ・リラ／1月11日没

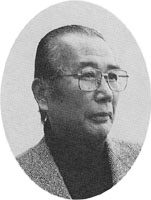
童門冬二／1月13日没

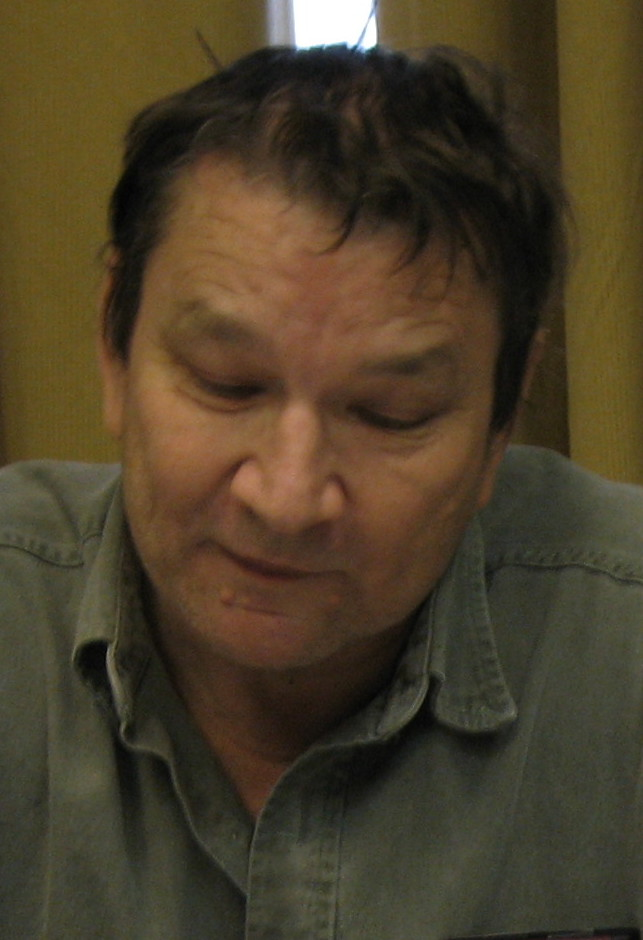
ハワード・ウォルドロップ／1月14日没

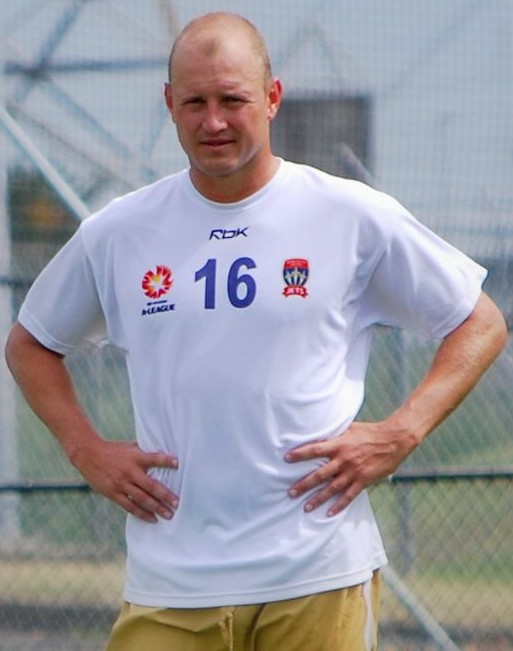
スティーブン・レイバット／1月14日没（遺体発見日）

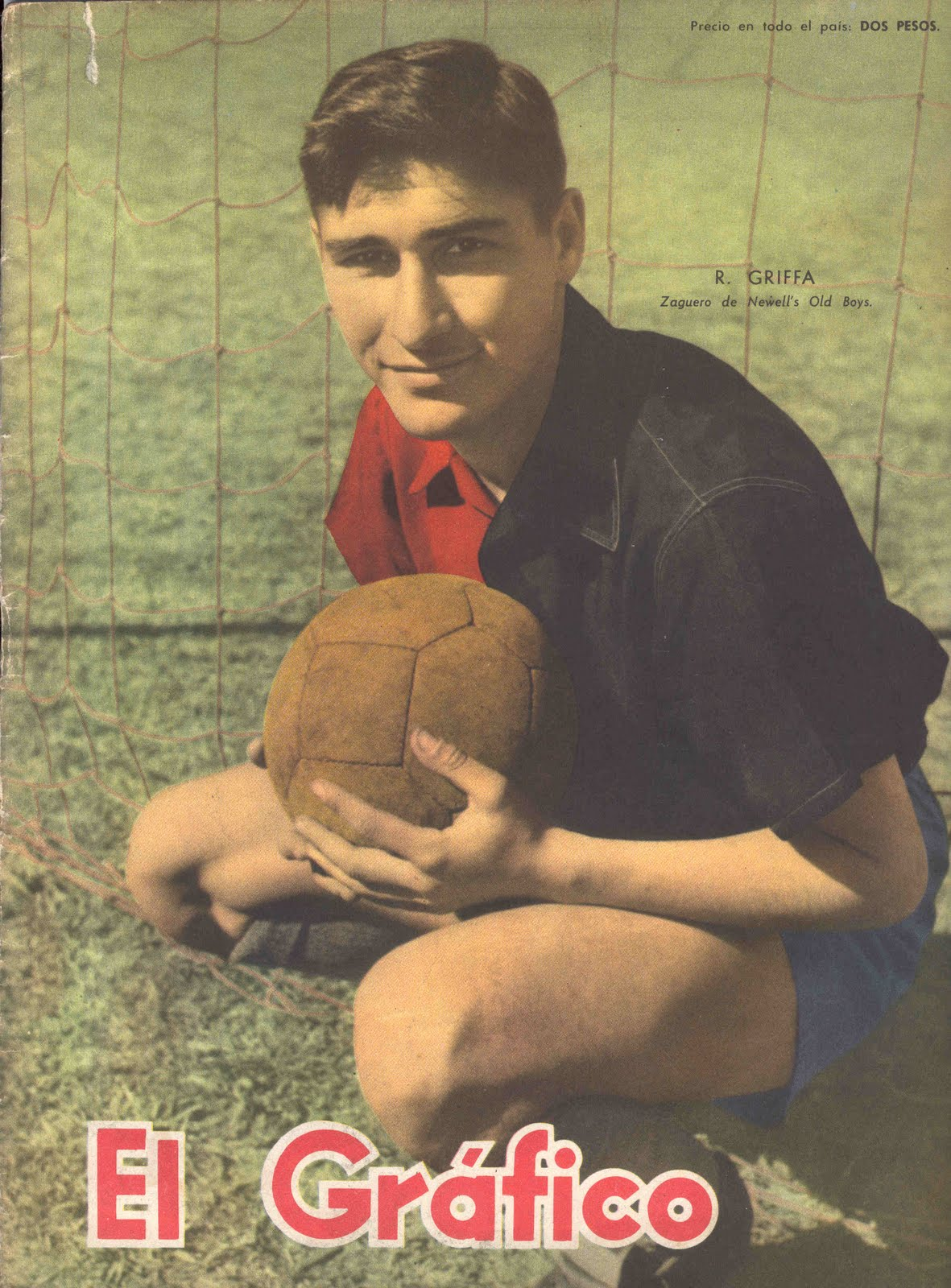
ホルヘ・グリファ／1月15日没

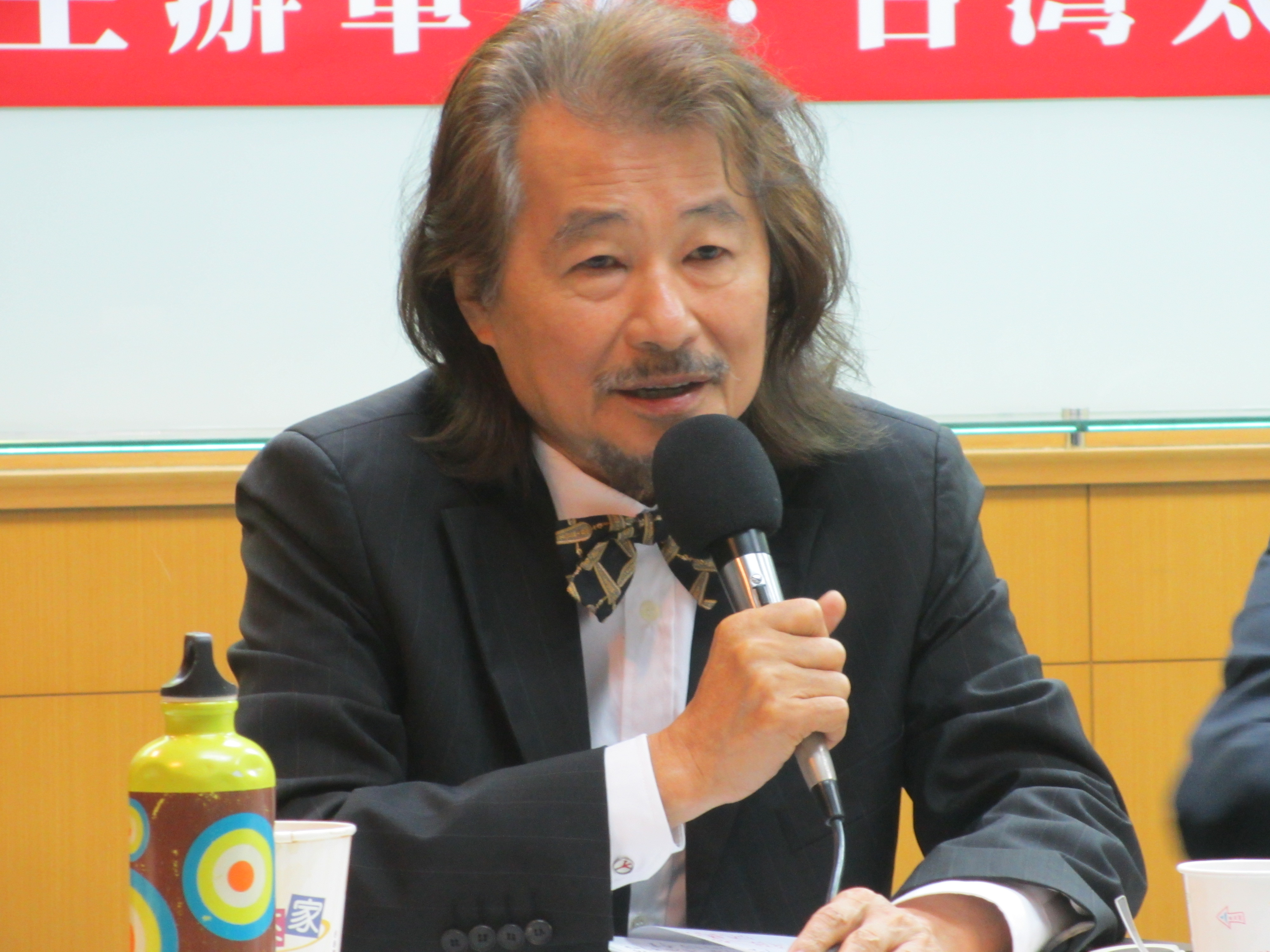
施明徳／1月15日没

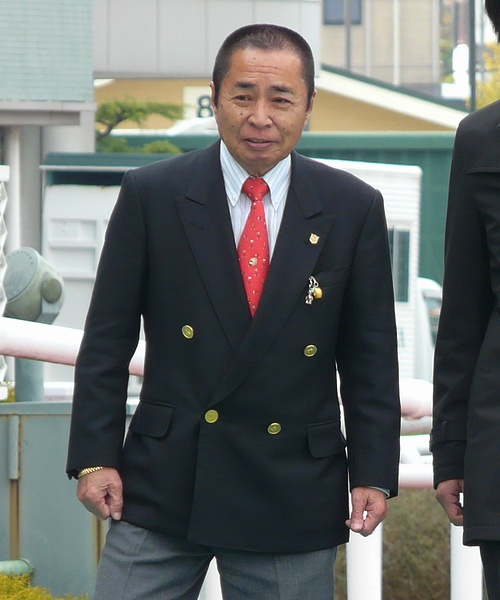
小原伊佐美／1月15日没

- 1月1日 - リヤード・アッ＝トゥルク（英語版）、シリアの政治活動家（* 1930年）[1]
- 1月1日 - バスデオ・パンデイ（英語版）、トリニダード・トバゴの政治家、元首相・外相、元国会議員（* 1933年）[2]
- 1月1日 - ニクラウス・ヴィルト、スイスの計算機科学者、Pascalの開発者（* 1934年）[3]
- 1月1日 - ジョン・コッキン（英語版）、イギリス出身のスウェーデンのプロゴルファー（* 1939年）[4]
- 1月1日 - ハービー・ブレナン、アイルランドの作家（* 1940年）[5]
- 1月1日 - 山田一郎、日本の実業家、UHA味覚糖商空・元代表取締役社長（* 1940年）[6]
- 1月1日 - 冠二郎、日本の演歌歌手（* 1944年）[7]
- 1月1日 - 鄭弘燮（朝鮮語版）、大韓民国の教育者、元新羅大学校・東明大学校（朝鮮語版）総長（* 1947年）[8]
- 1月1日 - マリオ・ボリャト（英語版）、ユーゴスラビア、クロアチアの元プロサッカー選手、元ユーゴスラビア代表（* 1951年）[9]
- 1月1日 - 大江英樹、日本の経済コラムニスト（* 1952年）[10]
- 1月1日 - Lynja（英語版）、アメリカ合衆国のシェフ、YouTuber（* 1956年）[11]
- 1月1日 - 山崎元、日本の経済評論家、元楽天証券経済研究所客員研究員、元獨協大学経済学部特任教授（* 1958年）[12]
- 1月1日（遺体発見日） - 張誌家、台湾の元プロ野球選手【西武ライオンズ、La Newベアーズなどに所属】（* 1980年）[13]
- 1月2日 - ピーター・バーコス（英語版）、アメリカ合衆国の音響編集者（英語版）（* 1922年）[14]
- 1月2日 - ツヴィ・ザミール（英語版）、イスラエルの軍人、政治家、元諜報特務庁長官、元イスラエル国防軍少将（* 1925年）[15]
- 1月2日 - サルタジ・アジズ（英語版）、パキスタンの政治家、経済学者、元財務相、元外務顧問（* 1929年）[16]
- 1月2日 - 太田道子、日本の聖書学者（* 1932年）[17]
- 1月2日 - 深谷和子、日本の臨床心理学者、東京学芸大学名誉教授（* 1935年）[18]
- 1月2日 - ゴードン・サリヴァン（英語版）、アメリカ合衆国の軍人、元アメリカ陸軍参謀総長、元アメリカ陸軍大将（* 1937年）[19]
- 1月2日 - ブライアン・ラムレイ、イギリスのホラー小説家（* 1937年）[20]
- 1月2日 - アルベルト・フェスタ（英語版）、ポルトガルの元プロサッカー選手、元同国代表（* 1939年）[21]
- 1月2日 - ゴットフリート・ミュンツェンベルク、ドイツの物理学者（* 1940年）[22]
- 1月2日 - リザル・ラムリ（英語版）、インドネシアの政治家、元財務相・海事調整相・経済事務調整相（* 1954年）[23]
- 1月2日 - ミルクマン斉藤、日本の映画評論家（* 1963年）[24]
- 1月2日 - サレハ・アル＝アルーリー（英語版）、パレスチナの軍人、政治家、ハマース政治局副議長、イッズッディーン・アル＝カッサーム旅団創設者（* 1966年）[25]
- 1月3日 - ビリー・ガードナー（英語版）、アメリカ合衆国の元プロ野球選手（* 1927年）[26]
- 1月3日 - 納冨常天、日本の仏教学者、元神奈川県立金沢文庫文庫長、元鶴見大学教授・副学長（* 1927年）[27]
- 1月3日 - 広田亮一、日本の新聞記者、実業家、元南日本新聞社社長（* 1935年?）[28]
- 1月3日 - 相馬錩一、日本の政治家、元青森県弘前市長（* 1936年）[29]
- 1月3日 - 山内道雄、日本の政治家、元島根県海士町長、元海士町議会議員・議長（* 1938年）[30]
- 1月3日 - ルネ・メッジ、フランスのラリードライバー（* 1941年）[31]
- 1月3日 - ダニエル・ルヴニュー（英語版）、フランスのフェンシング選手、1968年オリンピック金メダリスト、1964年・1972年・1976年オリンピック銅メダリスト（* 1942年）[32]
- 1月3日 - 高垣忠一郎、日本の臨床心理学者、立命館大学名誉教授（* 1944年）[33]
- 1月3日 - 室井邦彦、日本の政治家、実業家、参議院議員・元衆議院議員【民主党・維新の党・日本維新の会などに所属】、元国土交通大臣政務官（* 1947年）[34]
- 1月3日 - キーニョ・ド・サルゲイロ（ポルトガル語版）、ブラジルのサンバ歌手（* 1957年）[35]
- 1月4日 - ナンシー・マッケイ（英語版）、カナダの短距離走選手、1948年オリンピック銅メダリスト（* 1922年）[36]
- 1月4日 - グリニス・ジョンズ、イギリスの女優（* 1923年）[37]
- 1月4日 - ファビオ・ファッブリ（英語版）、イタリアの政治家、弁護士、元国防相・共同体政策調整相・地域事務相、元元老院議員（* 1933年）[38]
- 1月4日 - 司馬中原（中国語版）、台湾の作家（* 1933年）[39]
- 1月4日 - 久富淑子、日本のバレエ指導者（* 1933年）[40]
- 1月4日 - フェリシア・アッバン（英語版）、ガーナの写真家（* 1935年）[41]
- 1月4日 - 陳登立、台湾の実業家、勝利体育事業（中国語版）の創設者（* 1935年）[42]
- 1月4日 - フレッド・チャペル、アメリカ合衆国の作家、詩人（* 1936年）[43]
- 1月4日 - ジョン・ホワイト、イギリスの作曲家（* 1936年）[44]
- 1月4日 - アイラ・アルガン（英語版）、トルコの女優、歌手（* 1937年）[45]
- 1月4日 - オレクサンドル・トカチェンコ（英語版）、ウクライナの政治家、元ヴェルホーヴナ・ラーダ議員、同議長（* 1939年）[46]
- 1月4日 - ロシー・レジェス（英語版）、メキシコの元テニス選手（* 1939年）[47]
- 1月4日 - ルイ・ミンガス（英語版）、アンゴラのシンガーソングライター、作曲家【進めアンゴラなど】、外交官、政治家、元駐ポルトガル大使、元国会議員（* 1939年）[48]
- 1月4日 - 篠山紀信、日本の写真家（* 1940年）[49]
- 1月4日 - デヴィッド・ソウル、アメリカ合衆国、イギリスの俳優、歌手（* 1943年）[50]
- 1月4日 - クリスチャン・オリヴァー、ドイツ出身の俳優（* 1972年）[51]
- 1月4日 - ムシュターク・ターリブ・アッ＝サイイーディー（アラビア語版）、イラクの軍人、アン＝ヌジャバ運動（英語版）の指導者（* 1980年）[52]
- 1月4日 - 横山知伸、日本の元プロサッカー選手【川崎フロンターレ、大宮アルディージャなどに所属】（* 1985年）[53]
- 1月5日 - ベルナール・マルグランジュ（英語版）、フランスの数学者（* 1928年）[54]
- 1月5日（訃報発表日） - ニコラス・レッシャー（英語版）、ドイツ出身のアメリカ合衆国の哲学者、作家（* 1928年）[55]
- 1月5日 - ジャン＝マリー・ラウシュ（英語版）、フランスの政治家、元対外貿易観光相・郵便電信電話担当相・貿易工芸担当相、元元老院議員、元メス市長（* 1929年）[56]
- 1月5日 - マリオ・ザガロ、ブラジルの元プロサッカー選手、指導者、元同国代表（* 1931年）[57]
- 1月5日 - ロバート・ローゼンタール（英語版）、ドイツ出身のアメリカ合衆国の心理学者（* 1933年）[58]
- 1月5日 - ジョゼフ・レリヴェルド（英語版）、アメリカ合衆国のジャーナリスト、元ニューヨーク・タイムズ編集長（* 1937年）[59]
- 1月5日 - デル・パルマー（英語版）、イギリスのベーシスト、音響技術者（* 1952年）[60]
- 1月5日 - 日向寺康雄、日本のアナウンサー、元モスクワ放送アナウンサー（* 1958年）[61]
- 1月5日 - 柳俊江（中国語版）、香港の元ジャーナリスト、アナウンサー（* 1981年）[62]
- 1月6日 - 河相洌、日本の元盲学校職員、日本初の盲導犬オーナー（* 1927年）[63]
- 1月6日 - 中岡哲郎、日本の技術史学者、大阪市立大学名誉教授（* 1928年）[64]
- 1月6日 - ハルトムート・マウラー、ドイツの法学者（* 1931年）[65]
- 1月6日 - 高島平吾、日本の編集者、翻訳家（* 1939年）[66]
- 1月6日 - ロビー・ハリス、アメリカ合衆国の児童文学作家（* 1940年）[67]
- 1月6日 - 高橋千劔破、日本の著作家、文芸評論家（* 1943年）[68]
- 1月6日 - 児玉宏紀、日本の地方公務員、元宮崎県都城市副市長（* 1952年?）[69]
- 1月6日 - 響ローラ、日本のローカルタレント（* 1964年）[70]
- 1月7日 - アレッサンドロ・アルジェントン（英語版）、イタリアの馬術選手、1972年オリンピック銀メダリスト（* 1937年）[71]
- 1月7日 - 鞠鍾男、大韓民国の政治家、実業家、元国会議員（* 1937年）[72]
- 1月7日 - 加藤大、日本の実業家、元アルフレッサホールディングス会長（* 1937年?）[73]
- 1月7日 - 上岡弘二、日本の言語学者、東京外国語大学名誉教授（* 1938年）[74]
- 1月7日 - バートン・ジャーンク（英語版）、アメリカ合衆国のセーリング選手、1968年オリンピック（英語版）金メダリスト（* 1939年）[75]
- 1月7日 - 西嶋勝彦、日本の弁護士（* 1941年）[76]
- 1月7日 - フランツ・ベッケンバウアー、旧西ドイツおよびドイツの元プロサッカー選手【FCバイエルン・ミュンヘンなどに所属】、指導者、元同国代表、元同国代表監督（* 1945年）[77]
- 1月7日 - アルベルト・コロンボ、イタリアのレーシングドライバー（* 1946年）[78]
- 1月7日 - 駒利夫、日本の実業家、東乾代表取締役（* 1947年?）[79]
- 1月7日 - マテウシュ・ルトコフスキ（英語版）、ポーランドのスキージャンプ選手（* 1986年）[80]
- 1月7日 - ハムザ・アッ＝ダハドゥーフ（アラビア語版）、パレスチナのジャーナリスト、カメラマン（* 1996年）[81]
- 1月8日 - カール＝エリック・アスプルンド（英語版）、スウェーデンのスピードスケート選手、1952年冬季オリンピック銅メダリスト（* 1923年）[82]
- 1月8日 - レオン・ワイルズ（英語版）、アメリカ合衆国の弁護士（* 1933年）[83]
- 1月8日（訃報発表日） - ジャンフランコ・レヴェルベリ（英語版）、イタリアの作曲家（* 1934年）[84]
- 1月8日 - 桜井清、日本の西洋経済史学者、和光大学名誉教授（* 1934年）[85]
- 1月8日 - 塚本勝人、日本の政治家、元福岡県甘木市長、元福岡県朝倉市長（* 1935年）[86]
- 1月8日 - 糸井通浩、日本の日本文学者、日本語学者（* 1938年）[87]
- 1月8日 - 和歌山静子、日本の挿絵画家、絵本作家（* 1940年）[88]
- 1月8日 - ギー・ボネ（英語版）、フランスの歌手、作曲家（* 1945年）[89]
- 1月8日 - ベントゥラ・ポンス（英語版）、スペインの映画監督（* 1945年）[90]
- 1月8日 - フランソワ・ヤンセンス（英語版）、ベルギーの元プロサッカー選手、元同国代表（* 1945年）[91]
- 1月8日 - ゴンサロ・ガルシア・ヌニェス（英語版）、ペルーの経済学者、政治家、元ペルー中央準備銀行総裁（* 1947年）[92]
- 1月8日 - J・P・R・ウィリアムズ（英語版）、ウェールズの元ラグビー選手、元同国代表（* 1949年）[93]
- 1月8日 - ウィサーム・アッ＝タウィール（英語版）、レバノンの軍人、ヒズボラの上級司令官（* 1970年）[94]
- 1月8日 - 林夏生、日本の政治学者、富山大学准教授、LGBT法連合会代表理事（* 1970年）[95]
- 1月8日 - MASAMI、日本のプロレスラー（* 1974年）[96]
- 1月8日 - ボフダン・シェルシュン（英語版）、ウクライナのプロサッカー選手、元同国代表（* 1981年）[97]
- 1月8日 - エイダン・カント、メキシコ出身の俳優（* 1981年）[98]
- 1月9日 - フィリップ・クポズロ（英語版）、トーゴのカトリック教会の聖職者、政治家、元ロメ大司教、元国民議会議長（* 1930年）[99]
- 1月9日 - 大内秀明、日本の経済学者、東北大学名誉教授（* 1932年）[100]
- 1月9日 - 田久保忠衛、日本の外交評論家、政治学者、第4代日本会議会長（* 1933年）[101]
- 1月9日 - 宮本貞雄、日本のアニメーター、キャラクターデザイナー、アートデザイナー（* 1937年）[102]
- 1月9日 - 谷川道子、日本のドイツ文学者、東京外国語大学名誉教授（* 1946年）[103]
- 1月9日 - 片瀬和夫、日本のマルチメディア・アーティスト、画家（* 1947年）[104]
- 1月9日 - 坂井千明、日本の元騎手【日本中央競馬会（JRA）所属】（* 1951年）[105]
- 1月9日 - ジェームズ・コッタク（英語版）、アメリカ合衆国のドラマー（* 1962年）[106]
- 1月9日 - ラシード・カーン（英語版）、インドのヒンドゥスターニー音楽の音楽家（* 1968年）[107]
- 1月9日 - 崔弘錫（朝鮮語版）、大韓民国の元バレーボール選手、元同国代表（* 1988年）[108]
- 1月9日 - ディエゴ・ガジャルド（英語版）、エクアドルの歌手、ミュージシャン（* 1992年）[109]
- 1月10日 - 平野敏行、日本の食品化学者、東京水産大学（現東京海洋大学）名誉教授（* 1925年）[110]
- 1月10日 - ヤヌシュ・マエフスキ（英語版）、ポーランドの映画監督、脚本家（* 1931年）[111]
- 1月10日 - ルイ・ル・パンセック（英語版）、フランスの政治家、元農業水産相・海外領土相・海洋相、元元老院議員（* 1937年）[111]
- 1月10日 - テリー・ビッスン、アメリカ合衆国のSF作家（* 1942年）[112]
- 1月10日 - セサル・アリエルタ（英語版）、スペインの実業家、テレフォニカの元CEO（* 1945年）[113]
- 1月10日 - ティサ・ファロー（英語版）、アメリカ合衆国の女優（* 1951年）[114]
- 1月10日 - ジェネル・ジャッケイズ（英語版）、アメリカ合衆国のゲームデザイナー、ビジュアルデザイナー（* 1956年）[115]
- 1月10日 - 居原田麗、日本の女医（皮膚科医）、ブロガー、麗ビューティー皮フ科クリニック院長（* 1981年）[116]
- 1月11日 - 張克輝（中国語版）、中華人民共和国の政治家、社会活動家、元台湾民主自治同盟主席、元中国人民政治協商会議全国委員会副主席（* 1928年）[117]
- 1月11日 - 金慶玉、朝鮮民主主義人民共和国の政治家、軍人、朝鮮人民軍大将、元朝鮮労働党組織指導部副部長（* 1930年?）[118]
- 1月11日 - 脇山好晴、日本の実業家、元科研製薬社長（* 1932年）[119]
- 1月11日 - 周道炯（中国語版）、中華人民共和国の政治家、元中国証券監督管理委員会（中国語版）主席、元全国人民代表大会代表（* 1933年）[120]
- 1月11日 - 徐廷旭、大韓民国の工学者、政治家、元科学技術部長官（* 1934年）[121]
- 1月11日 - ユーリー・ソローミン、ソビエト連邦、ロシアの俳優、政治家、元ロシア・ソビエト連邦社会主義共和国文化相、ソ連人民芸術家（* 1935年）[122]
- 1月11日 - バド・ハレルソン（英語版）、アメリカ合衆国の元MLB選手【ニューヨーク・メッツなどに所属】、元ニューヨーク・メッツ監督（* 1944年）[123]
- 1月11日 - リン・マータ（英語版）、アメリカ合衆国の女優（* 1945年）[124]
- 1月11日 - クラウス・ベッカー、ドイツのオーボエ奏者（* 1953年）[125]
- 1月11日 - ジャン＝リュック・ローラン（英語版）、フランスの政治家、ル・クレムラン＝ビセートル市長、元国民議会議員（* 1957年）[126]
- 1月11日 - 小金沢昇司、日本の演歌歌手（* 1958年）[127]
- 1月11日 - ゴンザーロ・リラ、アメリカ合衆国のコメンテーター（* 1968年）[128]
- 1月12日 - 薛駒、中華人民共和国の政治家、元中国共産党浙江省委員会書記（* 1922年）[129]
- 1月12日 - ビル・ヘイズ（英語版）、アメリカ合衆国の歌手、俳優（* 1925年）[130]
- 1月12日 - ジャック・ルフェヴル（英語版）、フランスのフェンシング選手、1952年オリンピック銅メダリスト（* 1928年）[131]
- 1月12日 - 原萬千子、日本の日本画家、装丁家（* 1932年）[132]
- 1月12日 - ハンス・フーバー（英語版）、ドイツのボクシング選手、1964年オリンピック銀メダリスト（* 1934年）[133]
- 1月12日 - ゲンナジー・ヤコヴレフ（英語版）、ロシアの植物学者（* 1938年）[134]
- 1月12日 - 平野次郎、日本のジャーナリスト、元日本放送協会記者・ニュースキャスター・解説委員、学習院女子大学特別専任教授（* 1940年）[135]
- 1月12日 - アンソニー・ホールト（英語版）、イギリスのバリトン歌手、元キングズ・シンガーズメンバー（* 1940年?）[136]
- 1月12日 - 生田孝至、日本の教育工学者、新潟大学元副学長・名誉教授（* 1943年）[137]
- 1月12日 - 熊倉貞武、日本の実業家、メディパルホールディングス名誉会長（* 1944年）[138]
- 1月12日 - 山本進、日本の実業家、元毎日新聞社常務、スポーツニッポン新聞社社長（* 1945年?）[139]
- 1月12日 - 梅澤一夫、日本の応用化学者、慶応義塾大学名誉教授（* 1946年）[140]
- 1月12日 - 高橋春男、日本の漫画家、アニメーター（* 1947年）[141]
- 1月12日 - 吉崎隆、日本のテレビプロデューサー、元TBSテレビ執行役員・制作局長（* 1956年）[142]
- 1月12日 - アレック・マッサー（英語版）、アメリカ合衆国の俳優（* 1973年）[143]
- 1月13日 - アブドゥッラー・C・D（英語版）、マレーシアの政治家、元ゲリラ指導者、元マラヤ共産党主席（* 1923年）[144]
- 1月13日 - ジョイス・ランドルフ（英語版）、アメリカ合衆国の女優（* 1924年）[145]
- 1月13日 - 童門冬二、日本の小説家、地方公務員、元東京都庁職員（* 1927年）[146]
- 1月13日 - ロムアルト・トファルドフスキ（英語版）、ポーランドの作曲家（* 1930年）[147]
- 1月13日 - ヤナ・フラヴァーチョヴァー（英語版）、チェコの女優（* 1938年）[148]
- 1月13日 - ジギ・ローテムント、ドイツの映画監督（* 1944年）[149]
- 1月13日 - 田中英壽、日本の教育者、元相撲選手（アマチュア横綱、学生横綱）、元学校法人日本大学理事長（* 1946年）[150]
- 1月14日 - ルイス・トラス（英語版）、スペインの画家、スーパーセンテナリアン（* 1912年）[151]
- 1月14日 - 谷口誠、日本の外交官、経済学者、元国連大使・OECD事務次長、早稲田大学元教授、岩手県立大学元学長（* 1930年）[152]
- 1月14日 - リカルド・アロス、スペインの元プロサッカー選手（* 1931年）[153]
- 1月14日 - マーガレット・クロスランド、カナダのフィギュアスケーター（*1939年）[154]
- 1月14日 - エミリオ・カザリーニ（英語版）、イタリアの元ロードサイクリスト（* 1941年）[155]
- 1月14日 - エリザベート・トリッセンナー（英語版）、オーストリアの女優（* 1944年）[156]
- 1月14日 - 小川友一、日本の政治家、元衆議院議員【自由民主党所属】（* 1946年）[157]
- 1月14日 - ハワード・ウォルドロップ、アメリカ合衆国のSF作家（* 1946年）[158]
- 1月14日 - レフ・ルビンシュテイン（英語版）、ロシアの詩人（* 1947年）[159]
- 1月14日（遺体発見日） - スティーブン・レイバット、オーストラリアの元プロサッカー選手、元同国代表（* 1977年）[160]
- 1月14日 - ラエマ・リサ・ルンベワス（英語版）、インドネシアの重量挙げ選手、2000年・2004年オリンピック銀メダリスト、2008年オリンピック銅メダリスト（* 1980年）[161]
- 1月15日 - 丸山義行、日本の元サッカー選手、サッカー審判員・指導者（* 1931年）[162]
- 1月15日 - 史大楨（中国語版）、中華人民共和国の政治家、元電力工業部（中国語版）長（* 1932年）[163]
- 1月15日 - 奥本務、日本の政治家、教育者、元大阪府高槻市長（* 1934年）[164]
- 1月15日 - ホルヘ・グリファ、アルゼンチンの元プロサッカー選手、元同国代表（* 1935年）[165]
- 1月15日 - 施明徳、台湾の政治家、元民主進歩党主席、元立法委員（* 1941年）[166]
- 1月15日 - ドロル・カシュタン（英語版）、イスラエルの元プロサッカー選手、指導者、元同国代表、元同国代表監督（* 1944年）[167]
- 1月15日 - 小原伊佐美、日本の元調教師、元騎手（* 1944年）[168]

## 16日 - 31日

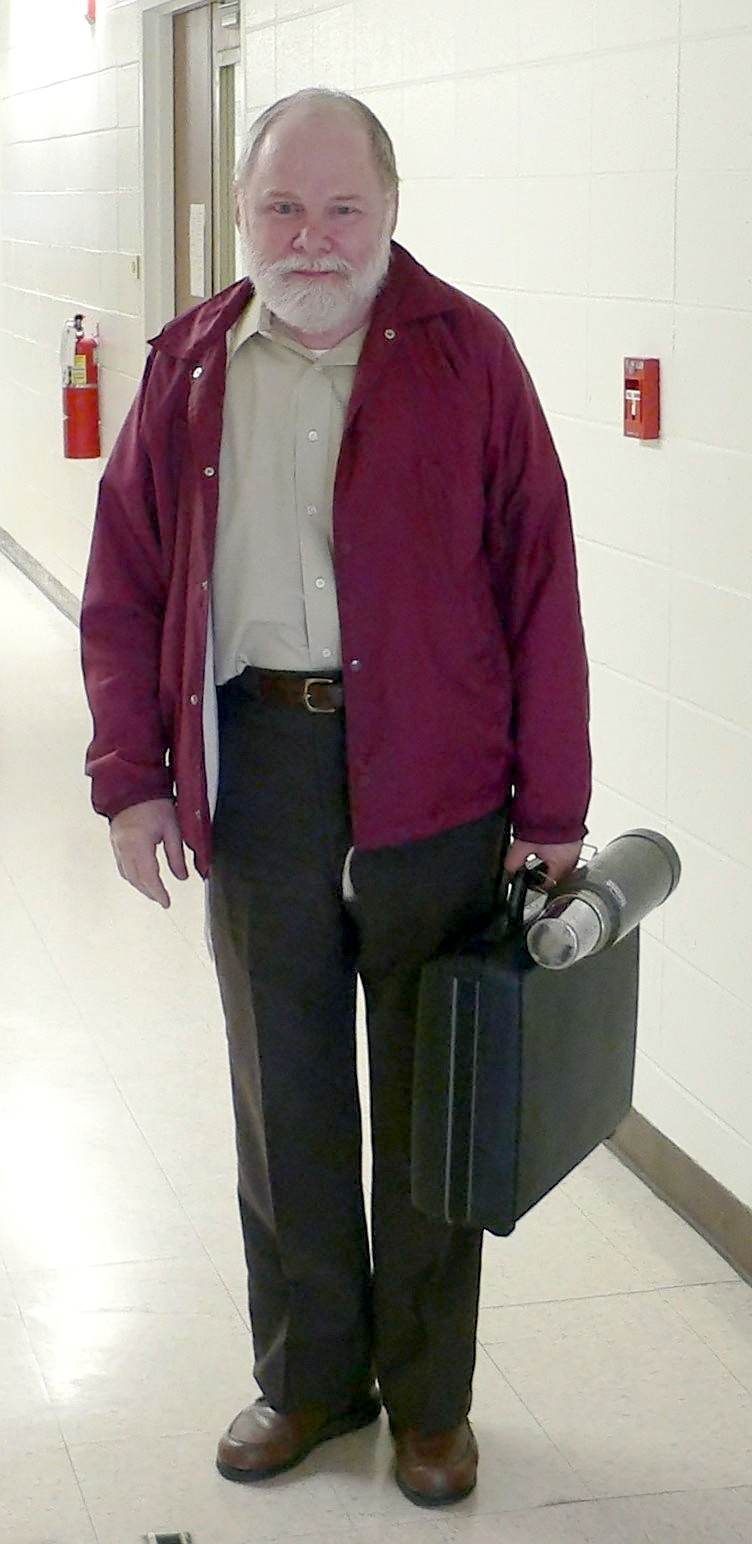
デイヴィッド・L・ミルズ／1月17日没

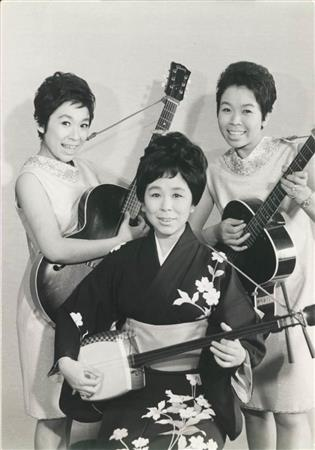
正司歌江（中央）／1月19日没

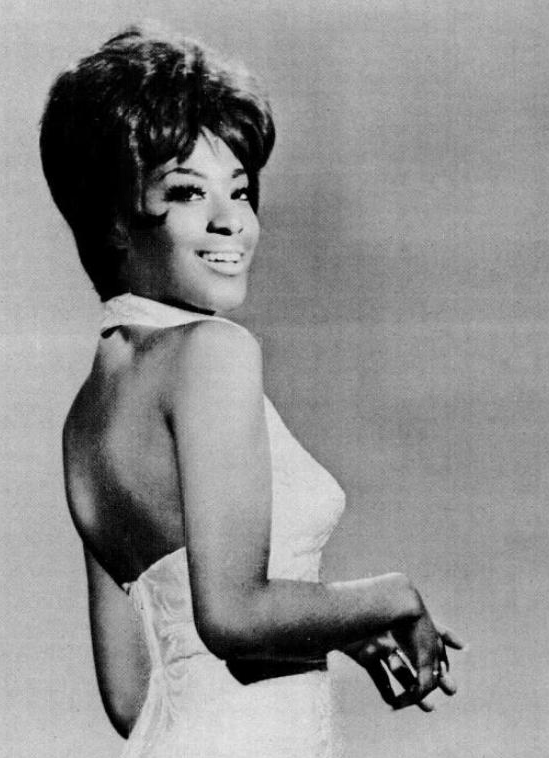
マリーナ・ショウ／1月19日没

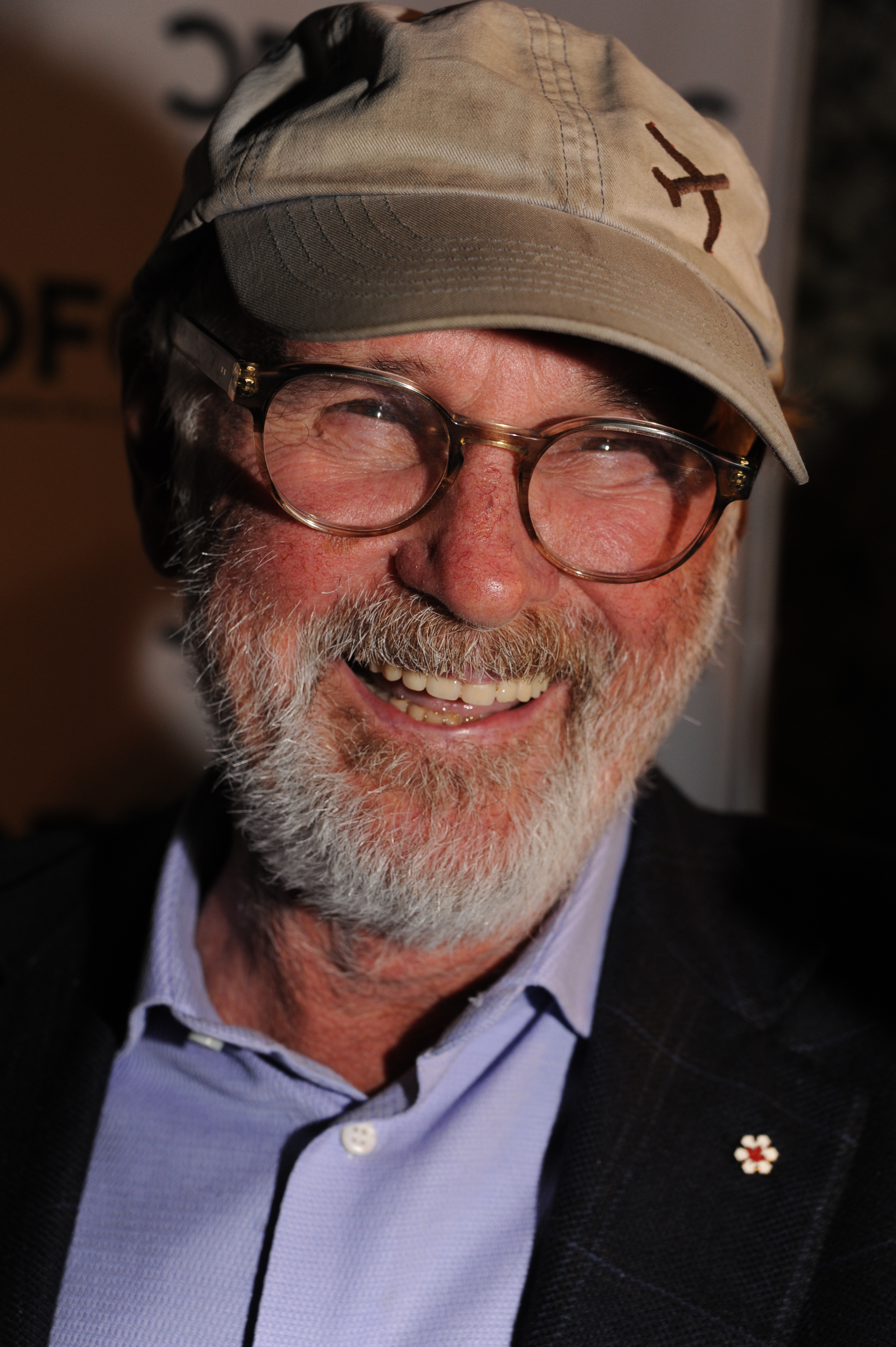
ノーマン・ジュイソン／1月20日没

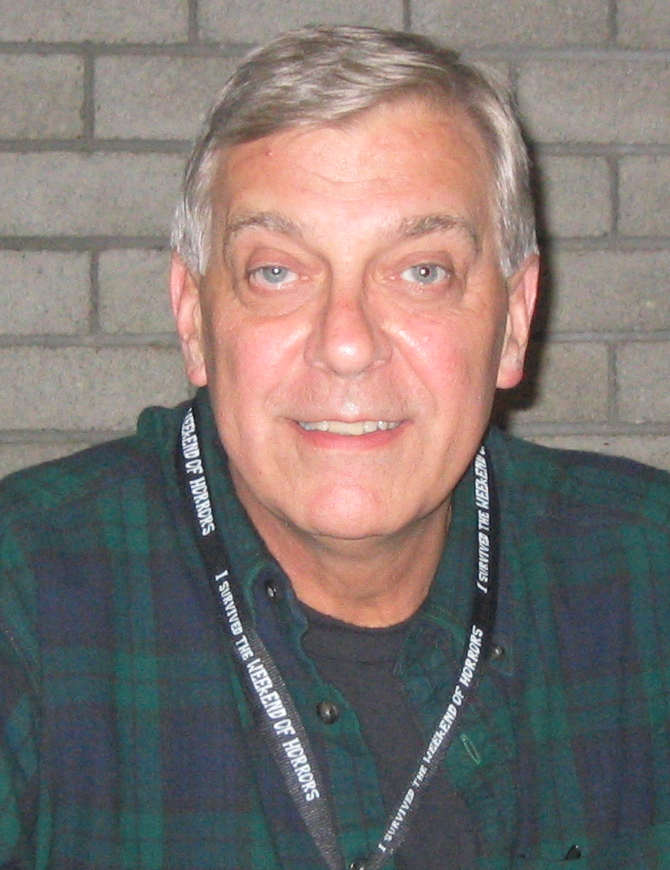
デビッド・エンゲ／1月20日没

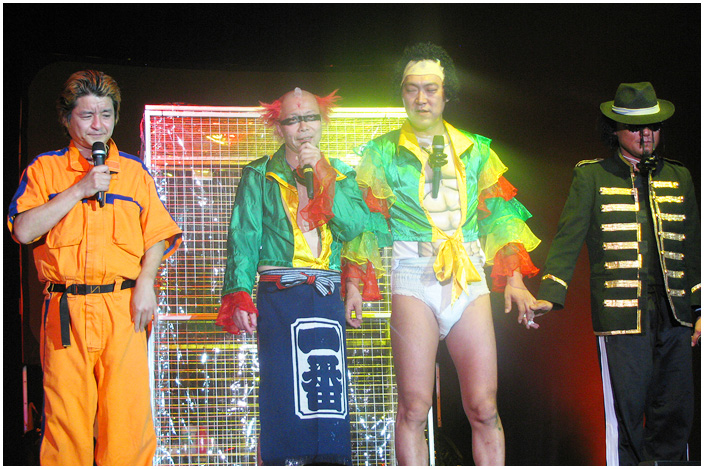
南部虎弾（左から2番目）／1月20日没

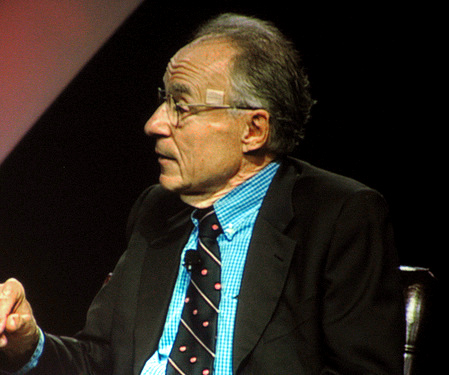
アーノ・アラン・ペンジアス／1月22日没

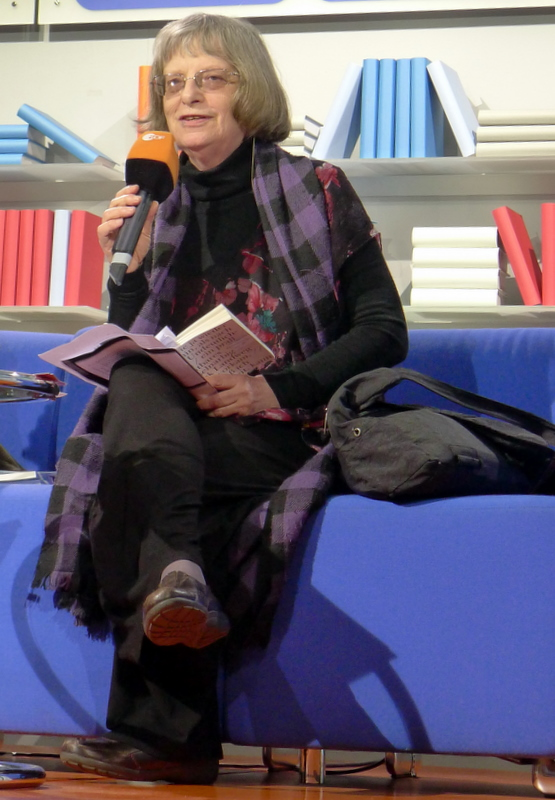
エルケ・エルプ／1月22日没

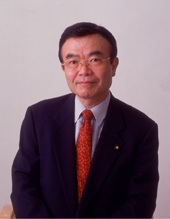
池田元久／1月22日没

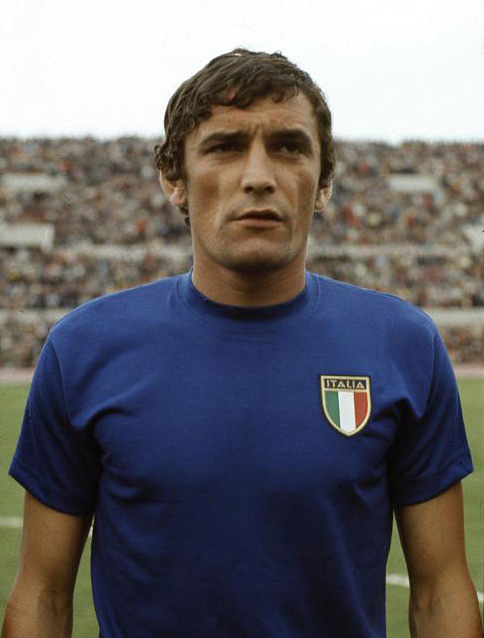
ジジ・リーヴァ／1月22日没

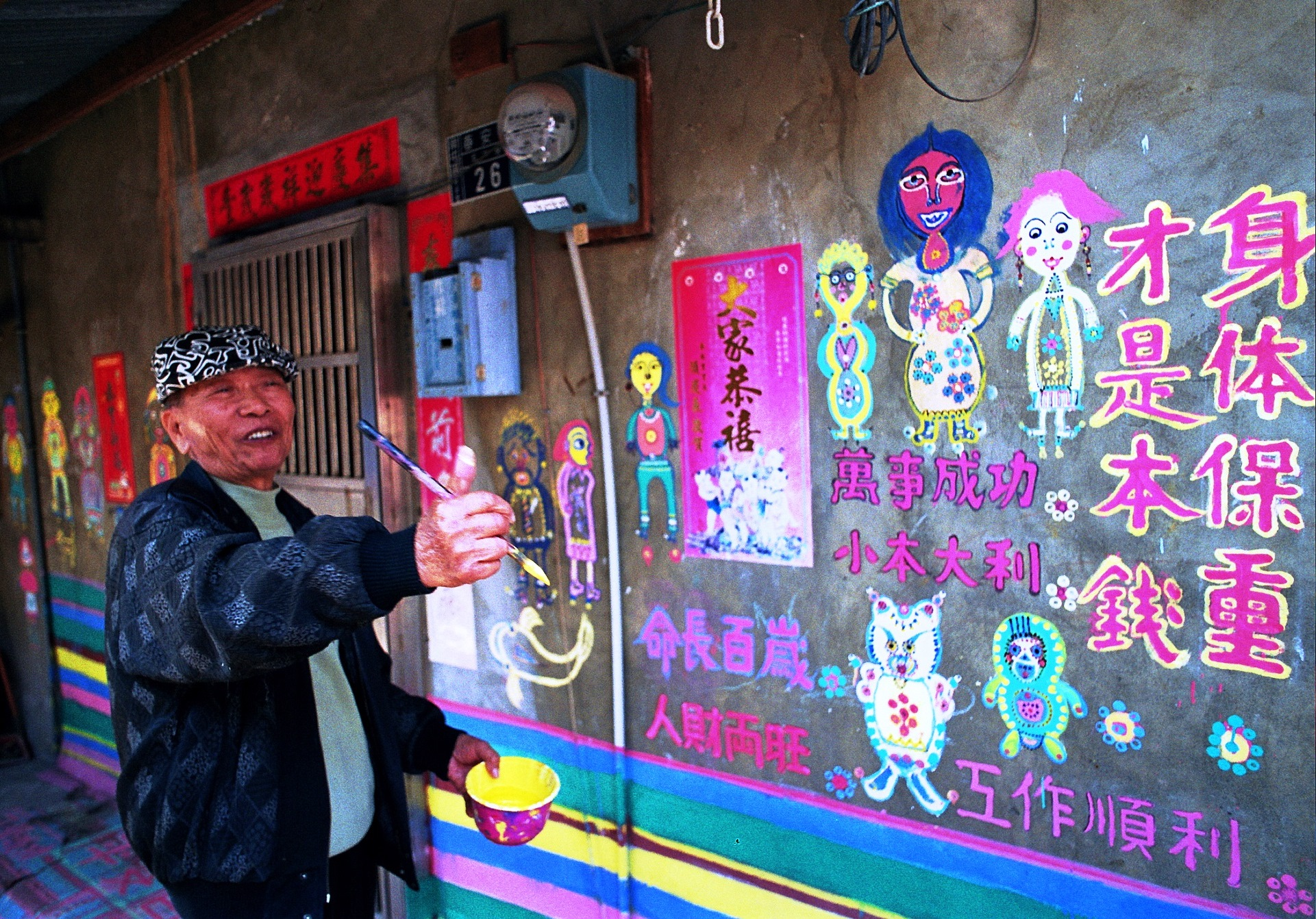
黄永阜／1月23日没

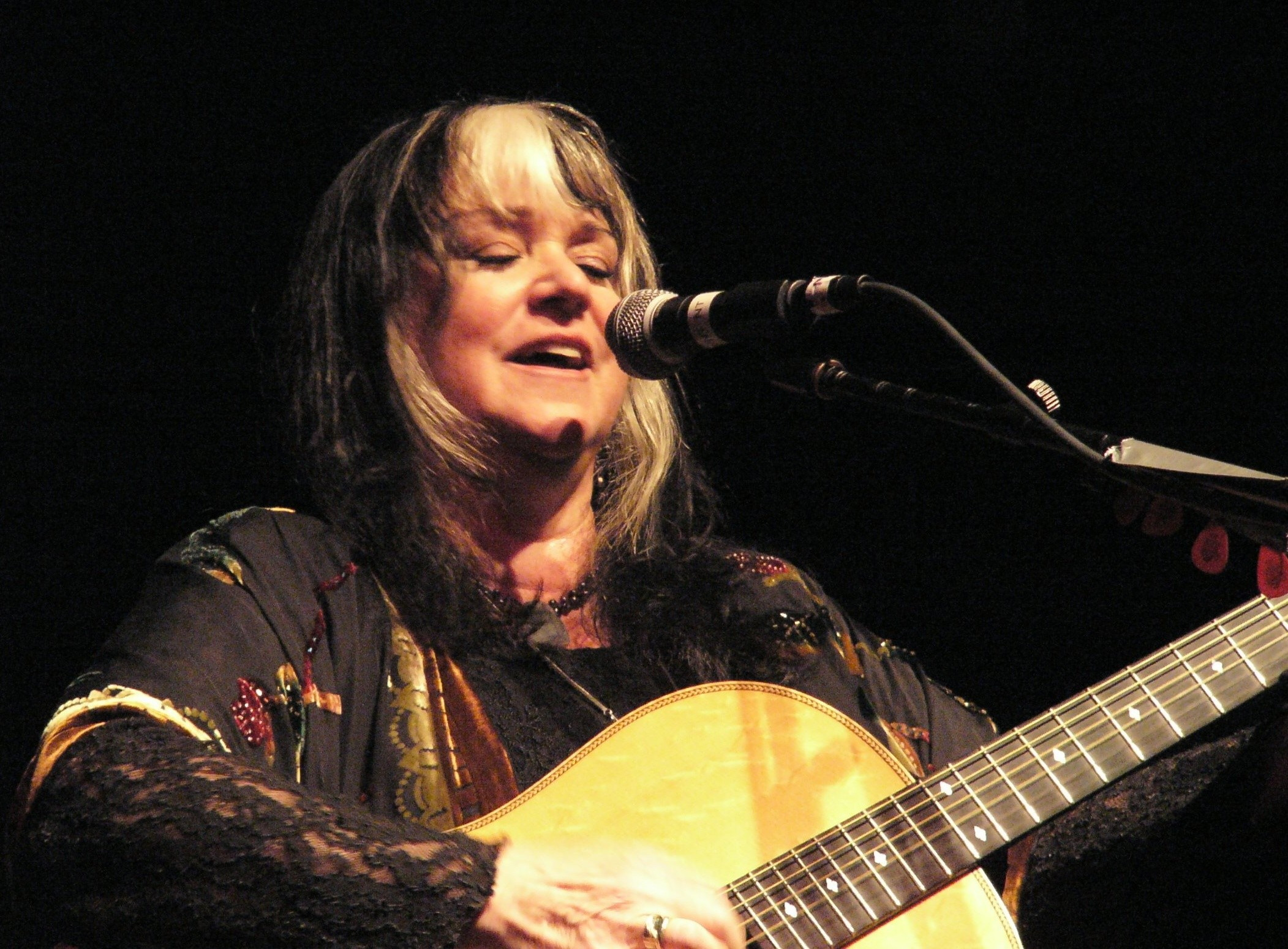
メラニー／1月23日没

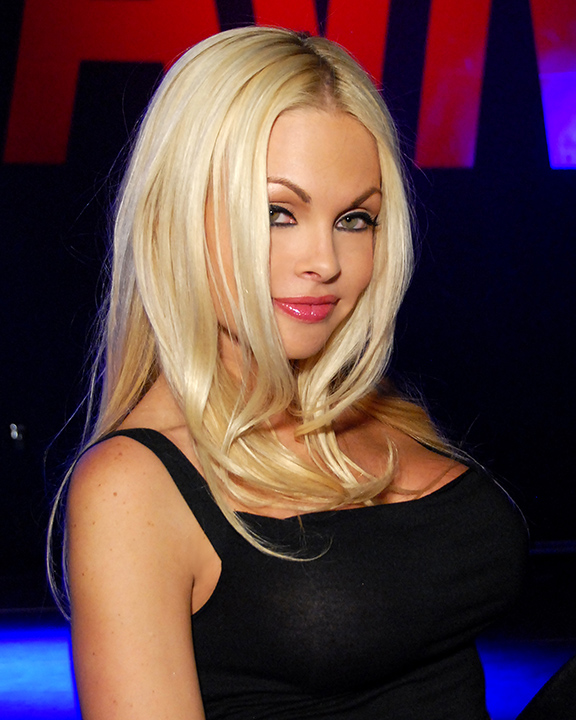
ジェシー・ジェーン／1月24日没（遺体発見日）

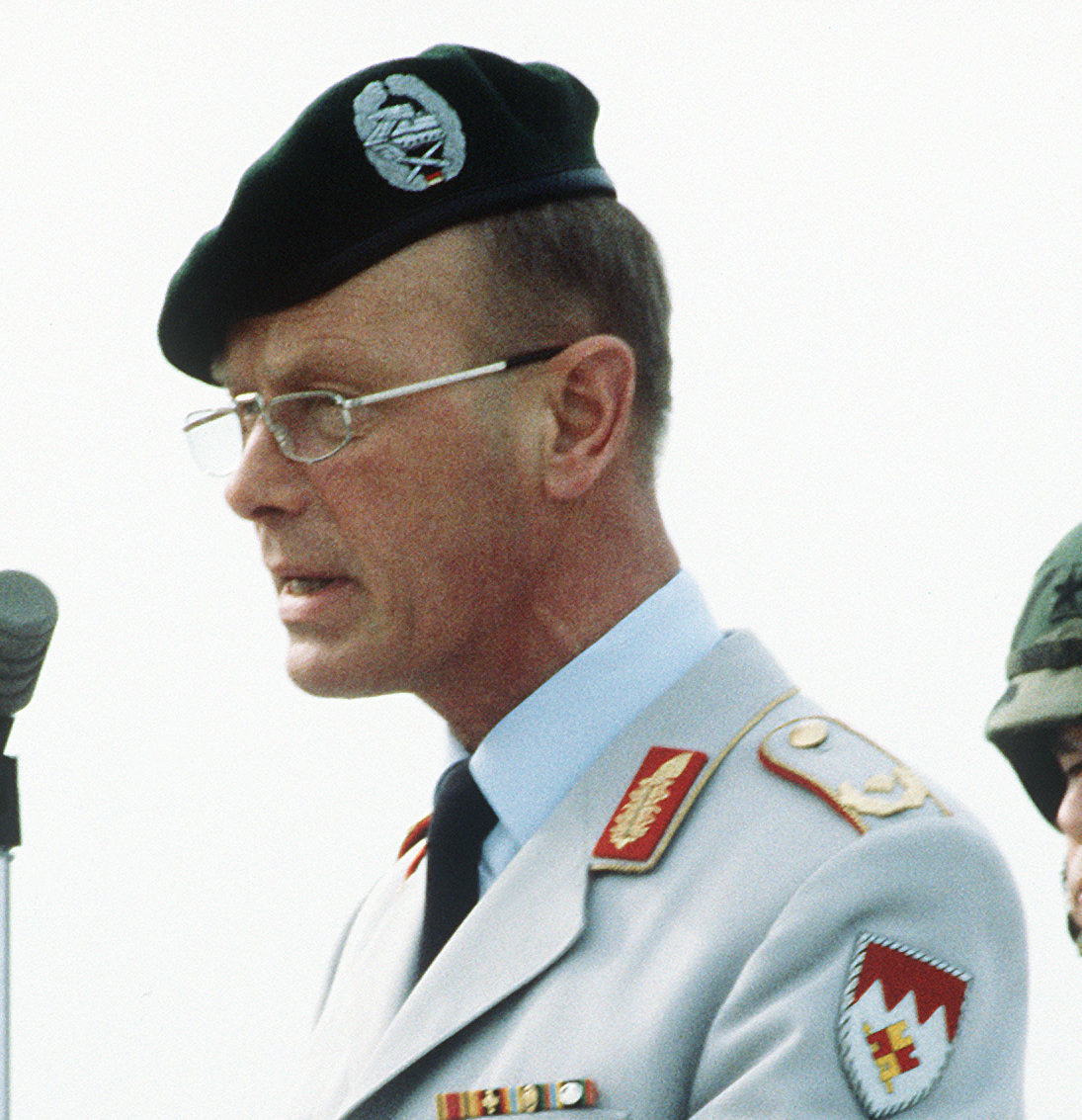
ハルトムート・バッガー／1月26日没

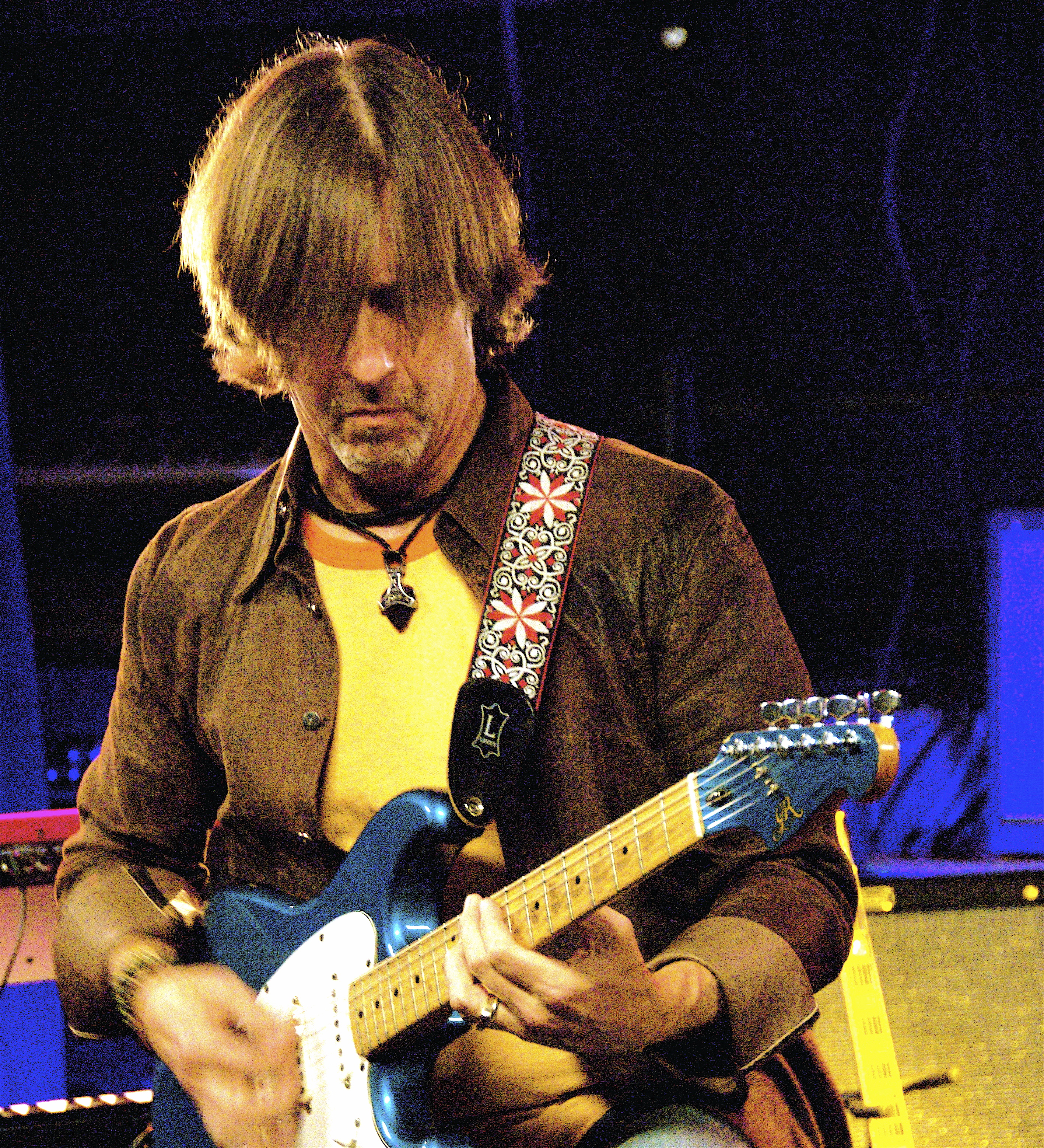
ディーン・ブラウン／1月26日没

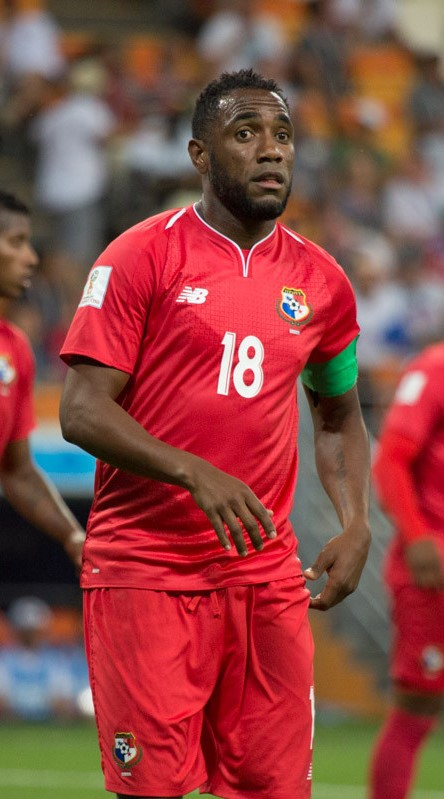
ルイス・テハダ／1月28日没

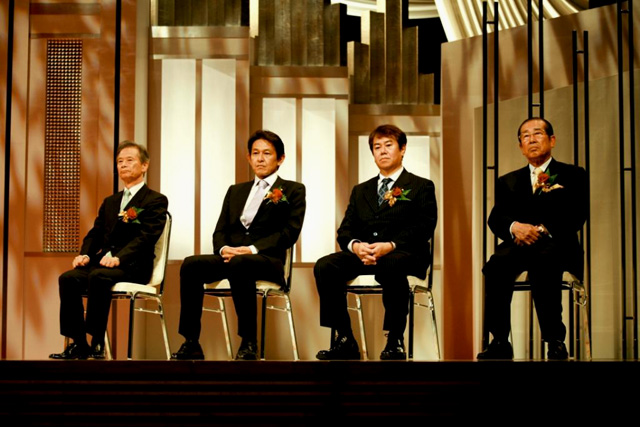
福地茂雄（右端）／1月29日没

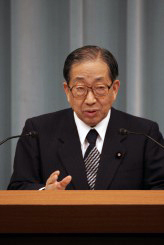
沓掛哲男／1月30日没

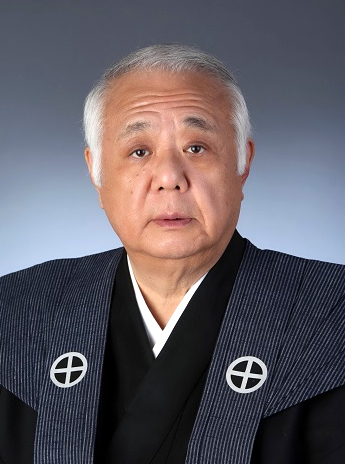
豊竹咲太夫／1月31日没

- 1月16日 - ヴァイノ・ヴァリャス（英語版）、ソビエト連邦、エストニアの政治家、外交官、元エストニア共産党第一書記、元エストニアレーニン共産主義青年同盟第一書記、元エストニア左翼党（英語版）党首（* 1931年）[169]
- 1月16日 - セルジョ・セバスティアーニ（英語版）、イタリアのカトリック教会の聖職者、元ローマ教皇庁財務部（英語版）長官（* 1931年）[170]
- 1月16日 - 先名信勝、日本のトランペット奏者（* 1931年）[171]
- 1月16日 - ピーター・シックリー、アメリカ合衆国の作曲家、パロディ音楽家【P. D. Q. バッハ】（* 1935年）[172]
- 1月16日 - 平野昌繁、日本の地形学者、大阪市立大学名誉教授（* 1939年）[173]
- 1月16日 - ホセ・アグスティン（英語版）、メキシコの小説家、ナレーター、エッセイスト、劇作家（* 1944年）[174]
- 1月16日 - 中川智章、日本の実業家、元日鉄建材社長（* 1958年）[175]
- 1月16日 - パク・イルムン（朝鮮語版）、大韓民国の小説家（* 1959年）[176]
- 1月16日 - エスパー伊東、日本のお笑い芸人、画家（* 1960年）[177]
- 1月16日 - 森下知幸、日本の元野球選手、高校野球指導者（* 1961年）[178]
- 1月16日 - デヴィッド・ゲイル（英語版）、アメリカ合衆国の俳優（* 1965年）[179]
- 1月16日 - カイ・ベルンシュタイン（ドイツ語版）、ドイツの実業家、ウルトラス指導者、ヘルタ・ベルリン会長（* 1980年）[180]
- 1月17日 - 新野直吉、日本の歴史家、秋田大学元学長・名誉教授（* 1925年）[181]
- 1月17日 - 若杉明、日本の会計学者、横浜国立大学名誉教授、元金融庁企業会計審議会会長、元日本学術会議会員（* 1929年）[182]
- 1月17日 - 山本博、日本の弁護士、翻訳家、ワイン評論家（* 1931年）[183]
- 1月17日 - 生田滋、日本の東南アジア史、大航海時代史研究者、大東文化大学名誉教授（* 1935年）[184]
- 1月17日（訃報発表日） - ベニー・ミュラー（英語版）、オランダの元プロサッカー選手、元同国代表（* 1938年）[185]
- 1月17日 - デイヴィッド・L・ミルズ、アメリカ合衆国の計算機科学者、Network Time Protocolの開発者、デラウェア大学名誉教授（* 1938年）[186]
- 1月17日 - 小林峻一、日本のノンフィクション作家（* 1941年）[187]
- 1月17日（訃報発表日） - ミラン・ネナディッチ（英語版）、ユーゴスラビア、セルビアのグレコローマン式レスラー、1972年オリンピック銅メダリスト（* 1943年）[188]
- 1月17日 - トニー・ロイド（英語版）、イギリスの政治家、庶民院議員【労働党所属】、元グレーター・マンチェスター市長（* 1950年）[189]
- 1月17日 - アンソニー・ゴバート（英語版）、オーストラリアのオートバイロードレーサー（* 1975年）[190]
- 1月17日 - デヤン・ミロイェヴィッチ（英語版）、セルビアの元プロバスケットボール選手、指導者（* 1977年）[191]
- 1月17日 - セサル・スアレス（スペイン語版）、エクアドルの検察官、弁護士（* 1985年）[192]
- 1月17日 - ショーン・バーバー（英語版）、アメリカ合衆国出身のカナダの棒高跳び選手（* 1994年）[193]
- 1月18日 - 岩橋辰也、日本の政治家、元宮崎県（旧）都城市長（* 1926年）[194]
- 1月18日 - 新井弘一、日本の外交官、元駐東ドイツ大使（* 1929年）[195]
- 1月18日 - アムノン・ルビンシュタイン（英語版）、イスラエルの政治家、元通信相・科学技術相・エネルギーインフラ相・教育文化スポーツ相、元クネセト議員（* 1931年）[196]
- 1月18日 - 稲垣次郎、日本のサクソフォーン奏者（* 1933年）[197]
- 1月18日 - ヨセフ・ハース（英語版）、スイスのクロスカントリースキー選手、1968年冬季オリンピック銅メダリスト（* 1937年）[198]
- 1月18日 - 広田昌義、日本のフランス文学者、京都大学名誉教授（* 1938年）[199]
- 1月18日 - ハインツ・テーザー、オーストリアの建築家（* 1939年）[200]
- 1月18日 - ドナルド・アダムソン（英語版）、イギリスの文学者、哲学者、歴史家（* 1939年）[201]
- 1月18日 - 内田重男、日本の工学者、静岡大学名誉教授（* 1940年?）[202]
- 1月18日 - 太田剛彦、日本の弁護士、元裁判官（* 1943年）[203]
- 1月18日 - 山崎理恵子、日本の洋画家、原爆ドーム合作絵画の会創設者（* 1944年）[204]
- 1月18日 - サイレント・サーヴァント（英語版）、アメリカ合衆国のテクノプロデューサー、DJ（* 1977年）[205][206]
- 1月18日 - ザ・ソフト・ムーン（英語版）、アメリカ合衆国のミュージシャン（* 1979年）[205][207]
- 1月19日 - ジャック・バーク・ジュニア（英語版）、アメリカ合衆国のプロゴルファー（* 1923年）[208]
- 1月19日 - 正司歌江、日本の漫才師、女優、漫才トリオ「かしまし娘」メンバー（* 1929年）[209]
- 1月19日 - ランス・ラーソン（英語版）、アメリカ合衆国の競泳選手、1960年オリンピック金メダリスト（* 1940年）[210]
- 1月19日 - イ・ドゥヨン、大韓民国の映画監督（* 1942年）[211]
- 1月19日 - マリーナ・ショウ、アメリカ合衆国のジャズ歌手（* 1942年）[212]
- 1月19日 - メアリー・ワイス（英語版）、アメリカ合衆国の歌手、元シャングリラスメンバー（* 1948年）[213][214]
- 1月19日（訃報発表日） - クラウス・ヴンダー（英語版）、旧西ドイツおよびドイツの元プロサッカー選手、元同国代表（* 1950年）[215]
- 1月19日 - エヴァ・ポドレシュ（英語版）、ポーランドのコロラトゥーラ・コントラルト歌手（* 1952年）[216]
- 1月19日 - 川島透、日本の元サッカー選手（* 1970年）[217]
- 1月20日 - ノーマン・ジュイソン、カナダの映画監督（* 1926年）[218][219]
- 1月20日 - 崔泰福、朝鮮民主主義人民共和国の政治家、元朝鮮労働党中央委員会政治局候補委員・政治局委員・副委員長、元最高人民会議代議員・同議長（* 1930年）[220]
- 1月20日 - 小山乃里子、日本のフリーアナウンサー、ラジオパーソナリティ、政治家、元神戸市会議員（* 1941年）[221]
- 1月20日 - 田中保昭、日本の実業家、大和重工会長（* 1945年）[222]
- 1月20日 - デビッド・エンゲ、アメリカ合衆国の俳優（* 1946年）[223]
- 1月20日 - 南部虎弾、日本のコメディアン、お笑い芸人、パフォーマー、俳優、電撃ネットワークリーダー、ダチョウ倶楽部元リーダー（* 1951年）[224]
- 1月20日 - ニコラス・ハイアム、イギリスの数学者（* 1961年）[225]
- 1月20日 - 伊丸岡亮太、日本のギタリスト、GOOD ON THE REEL元メンバー（* 1987年）[226]
- 1月20日 - サデグ・オミザーデ（英語版）、イランの軍人、イスラム革命防衛隊准将、ゴドス軍の情報部門責任者（* 生年不詳）[227]
- 1月21日 - 内野日総、日本の僧侶、身延山久遠寺（日蓮宗の総本山）の第92世法主、日蓮宗管長（* 1926年）[228]
- 1月21日 - 加藤定子、日本の服飾史研究家（* 1926年）[229]
- 1月21日 - 李永旭（朝鮮語版）、大韓民国の法律家、政治家、元国会議員（* 1932年）[230]
- 1月21日 - 三代目林家正楽、日本の寄席紙切り芸人（* 1948年）[231]
- 1月21日 - モクタル・ハスニ（英語版）、チュニジアの元プロサッカー選手、元同国代表（* 1952年）[232]
- 1月21日 - 北澤晃、日本の教育学者、臨床美術士、日本臨床美術協会副理事長（* 1959年）[233]
- 1月21日 - 大和剛、アメリカ合衆国出身の日本の元大相撲力士（* 1969年）[234]
- 1月21日 - マサキ、日本のキックボクサー（* 1999年?）[235]
- 1月22日 - アーノ・アラン・ペンジアス、アメリカ合衆国の物理学者、電波天文学者、1978年ノーベル物理学賞受賞者（* 1933年）[236]
- 1月22日 - 下野昇、日本のテノール歌手（* 1936年）[237]
- 1月22日 - エルケ・エルプ、ドイツの作家、詩人（* 1938年）[238]
- 1月22日 - 池田元久、日本の政治家、元衆議院議員【日本社会党・旧民主党・民主党所属】、元財務副大臣、元経済産業副大臣（* 1940年）[239]
- 1月22日 - 江連卓、日本の脚本家（* 1941年）[240]
- 1月22日 - ジジ・リーヴァ、イタリアの元プロサッカー選手、元同国代表（* 1944年）[241]
- 1月22日 - トミー・ボールドウィン（英語版）、イギリスの元プロサッカー選手（* 1945年）[242]
- 1月22日 - アナトリー・ポリヴォダ（英語版）、ソビエト連邦、ウクライナの元バスケットボール選手、1972年オリンピック金メダリスト、1968年オリンピック銅メダリスト（* 1947年）[243]
- 1月22日 - 韓松（朝鮮語版）、大韓民国の歯学者、元江陵大学校・江陵原州大学校総長（* 1947年）[244]
- 1月22日 - ゲイリー・グレアム（英語版）、アメリカ合衆国の俳優（* 1950年）[245]
- 1月23日 - 黄永阜、台湾の壁画アーティスト（* 1924年）[246]
- 1月23日 - デイヴィッド・カーン（英語版）、アメリカ合衆国のジャーナリスト、作家（* 1930年）[247]
- 1月23日 - チャールズ・オスグッド（英語版）、アメリカ合衆国のジャーナリスト、ニュースキャスター（* 1933年）[248]
- 1月23日 - 江戸京子、日本のピアニスト（* 1937年）[249]
- 1月23日 - 神谷正男、日本の獣医学者、北海道大学名誉教授（* 1940年）[250]
- 1月23日 - フランク・ファリアン（英語版）、ドイツのミュージシャン、音楽プロデューサー（* 1941年）[251]
- 1月23日 - メラニー、アメリカ合衆国のシンガーソングライター（* 1947年）[252]
- 1月23日 - ジャン・プチ（英語版）、フランスの元プロサッカー選手、元同国代表（* 1949年）[253]
- 1月23日 - アイス・トレイン（英語版）、アメリカ合衆国の元プロレスラー（* 1967年）[254]
- 1月24日 - 戴逸（中国語版）、中華人民共和国の歴史家（* 1926年）[255]
- 1月24日 - 三好信浩、日本の産業教育史学者、広島大学・比治山大学名誉教授（* 1932年）[256]
- 1月24日 - 鈴木善次、日本の生物学者、科学史学者（* 1933年）[257]
- 1月24日 - N・スコット・モマデイ（英語版）、アメリカ合衆国の作家（* 1934年）[258]
- 1月24日 - カール・アンドレ、アメリカ合衆国の彫刻家（* 1935年）[259]
- 1月24日 - 国定浩一、日本の経済評論家（* 1940年）[260]
- 1月24日 - 桜井正光、日本の実業家、元リコー会長、元経済同友会代表幹事（* 1942年）[261]
- 1月24日 - ロッド・ホルコム、アメリカ合衆国のテレビディレクター（* 1943年）[262]
- 1月24日 - マルコム・グレグソン（英語版）、イギリスのプロゴルファー（* 1943年）[263][264]
- 1月24日（遺体発見日） - ジェシー・ジェーン、アメリカ合衆国のポルノ女優（* 1980年）[265]
- 1月24日 - セルヒー・ロジョーク（英語版）、ウクライナのサッカー選手（* 1985年）[266]
- 1月25日（訃報発表日） - バット＝シェバ・ダガン（英語版）、ポーランド出身のイスラエルの講演家（英語版）、ホロコースト生存者（* 1925年）[267]
- 1月25日 - ミシェル・ハウザー、フランスのジャズ・ヴィブラフォン奏者（* 1927年）[268]
- 1月25日 - 朴鍾根（朝鮮語版）、大韓民国の政治家、元国会議員（* 1937年）[269]
- 1月25日 - 菊地昭典、日本の脚本家（* 1947年）[270]
- 1月25日 - ケネス・ユージン・スミス、アメリカ合衆国の死刑囚（* 1965年）[271]
- 1月25日 - 西川佳代、日本の法学者、横浜国立大学教授（* 1967年）[272]
- 1月25日 - 丸川トモヒロ、日本の漫画家（* 1970年）[273]
- 1月26日 - 根岸重一、日本の実業家、カラオケの発明者（* 1923年）[274]
- 1月26日 - ハルトムート・バッガー、ドイツの軍人（* 1938年）[275]
- 1月26日 - ジミー・ウィリアムズ（英語版）、アメリカ合衆国の元プロ野球選手、監督【トロント・ブルージェイズ、ボストン・レッドソックス、ヒューストン・アストロズ】（* 1943年）[276]
- 1月26日 - ディーン・ブラウン、アメリカ合衆国のギタリスト（* 1955年）[277]
- 1月26日（訃報発表日） - ゴラン・ペトロヴィッチ（英語版）、セルビアの作家（* 1961年）[278]
- 1月26日 - ヘリット・ファン・カウウェン、オランダのレーシングドライバー（* 1963年）[279]
- 1月27日 - 永田哲士、日本の医学者、河北医科大学名誉学長、信州大学名誉教授（* 1931年）[280]
- 1月27日 - 梓林太郎、日本の作家（* 1933年）[281]
- 1月27日 - 平良進、日本の沖縄芝居役者、俳優、喜劇役者（* 1934年）[282]
- 1月27日 - ロバート・W・バウアー（英語版）、アメリカ合衆国の応用物理学者（* 1936年）[283]
- 1月27日 - 是永駿、日本の中国文学者、大阪外国語大学・立命館アジア太平洋大学元学長・名誉教授（* 1943年）[284]
- 1月27日 - バリー・ジェンキンス（英語版）、イギリスのドラマー、「ナッシュビル・ティーンズ（英語版）」「アニマルズ」の元メンバー（* 1944年）[285]
- 1月28日 - 水野瑞夫、日本の薬学者、岐阜薬科大学名誉教授（* 1929年）[286]
- 1月28日 - 大住栄治、日本の経済学者、青山学院大学名誉教授（* 1933年）[287]
- 1月28日 - ルイス・テハダ、パナマのプロサッカー選手、元同国代表（* 1982年）[288]
- 1月29日 - 利根川裕、日本の作家、評論家、司会者（* 1927年）[289]
- 1月29日 - 李正雨（朝鮮語版）、大韓民国の裁判官、政治家、元法務部長官（* 1931年）[290]
- 1月29日（訃報発表日） - サンドラ・ミーロ（英語版）、イタリアの女優（* 1933年）[291]
- 1月29日 - 福地茂雄、日本の実業家、第8代アサヒビール社長、第19代日本放送協会会長（* 1934年）[292]
- 1月29日 - 曺京植（朝鮮語版）、大韓民国の政治家、元農林水産部長官・環境処長官（* 1936年）[293]
- 1月29日 - ジャンジーラ・マルチーニ（英語版）、ブラジルの女優（* 1945年）[294]
- 1月29日 - 桐島聡、日本のテロリスト、指名手配犯、東アジア反日武装戦線メンバー、連続企業爆破事件の容疑者（* 1954年）[295][296]
- 1月29日 - 武田敏彦、日本の元陸上競技選手、1982年アジア大会男子やり投げ金メダリスト、元日本記録保持者（* 1956年）[297]
- 1月29日 - チョン・ソニョン、大韓民国の歌手（* 1973年）[298]
- 1月29日 - 芦原妃名子、日本の漫画家（* 1974年）[299]
- 1月30日 - 羽鳥博愛、日本の教育学者、東京学芸大学名誉教授、元日本英語検定協会会長（* 1926年）[300]
- 1月30日 - 沓掛哲男、日本の建設官僚、政治家、第73代国家公安委員会委員長、元防災担当大臣、元参議院議員・衆議院議員【自由民主党・民主党所属】（* 1929年）[301]
- 1月30日 - 原子修、日本の詩人（* 1932年）[302]
- 1月30日 - ジーン・カーナハン（英語版）、アメリカ合衆国の政治家、元上院議員（* 1933年）[303]
- 1月30日 - チタ・リベラ（英語版）、アメリカ合衆国の舞台女優（* 1933年）[304]
- 1月30日（訃報発表日） - 細谷四方洋、日本の元レーシングドライバー、自動車開発者（* 1938年）[305]
- 1月30日 - ヤン・デ・ルーイ（英語版）、オランダのラリーレイドドライバー、1987年ダカール・ラリーのカミオン部門優勝者（* 1943年）[306]
- 1月30日（訃報発表日） - アズィーズ・サーリハ・アン＝ヌウマーン、イラクの死刑囚、政治家、元バアス党指導者、元農業相、元クウェート県（英語版）知事（* 1943年）[307]
- 1月30日 - メリンダ・レッドベッター（英語版）、アメリカ合衆国の芸能マネージャー（* 1946年）[308]
- 1月30日（訃報発表日） - ズデニェク・ペツカ（英語版）、チェコスロバキア、チェコのボート競技選手、1976年・1980年オリンピック銅メダリスト（* 1954年）[309]
- 1月30日 - 武岡隆文、日本の政治家、広島県安芸高田市議会議員（* 1955年?）[310]
- 1月30日 - ヒントン・バトル、アメリカ合衆国の俳優（* 1956年）[311]
- 1月31日 - 柚木沙弥郎、日本の染色家（* 1922年）[312][313]
- 1月31日 - 李鈞範（朝鮮語版）、大韓民国の公務員、政治家、元全羅南道知事（* 1934年）[314]
- 1月31日 - 毛利健三、日本の経済学者、元専修大学教授（* 1934年）[315]
- 1月31日 - 九代目春風亭小柳枝、日本の落語家、落語芸術協会相談役（* 1936年）[316]
- 1月31日 - アル・マクビーン（英語版）、アメリカ合衆国の元プロ野球選手（* 1938年）[317]
- 1月31日 - 山根明、日本のボクシング指導者、元日本ボクシング連盟会長（* 1939年）[318]
- 1月31日（訃報発表日） - ジョン・ドッズ、オーストラリアの元オートバイレーサー（* 1943年）[319]
- 1月31日 - 豊竹咲太夫、日本の文楽太夫、人間国宝（* 1944年）[320]
- 1月31日 - 津司耕太郎、日本の実業家、津司代表取締役会長（* 1951年?）[321]
- 1月31日 - 中村俊直、日本の仏文学者、お茶の水女子大学名誉教授（* 1951年?）[322]
- 1月31日 - 呉謝宇（中国語版）、中華人民共和国の死刑囚、元北京大学学生（* 1994年）[323]
- 1月31日 - レハン・ザイブ・カーン（英語版）、パキスタンの政治家、2024年パキスタン総選挙（英語版）の候補者（* 生年不詳）[324][325]